# St. Dionysius (Rheine)

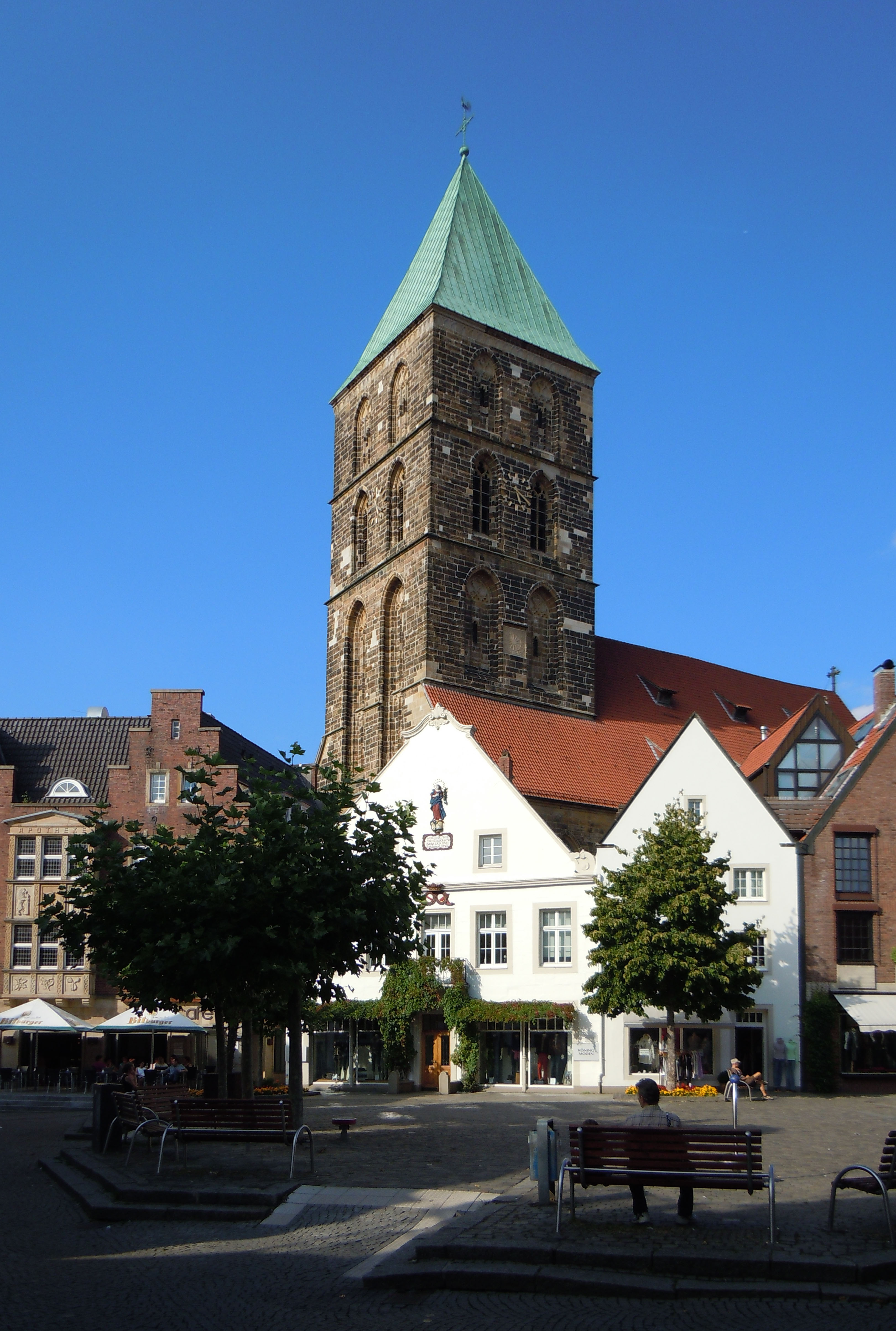
Die Stadtkirche vom historischen Marktplatz aus gesehen

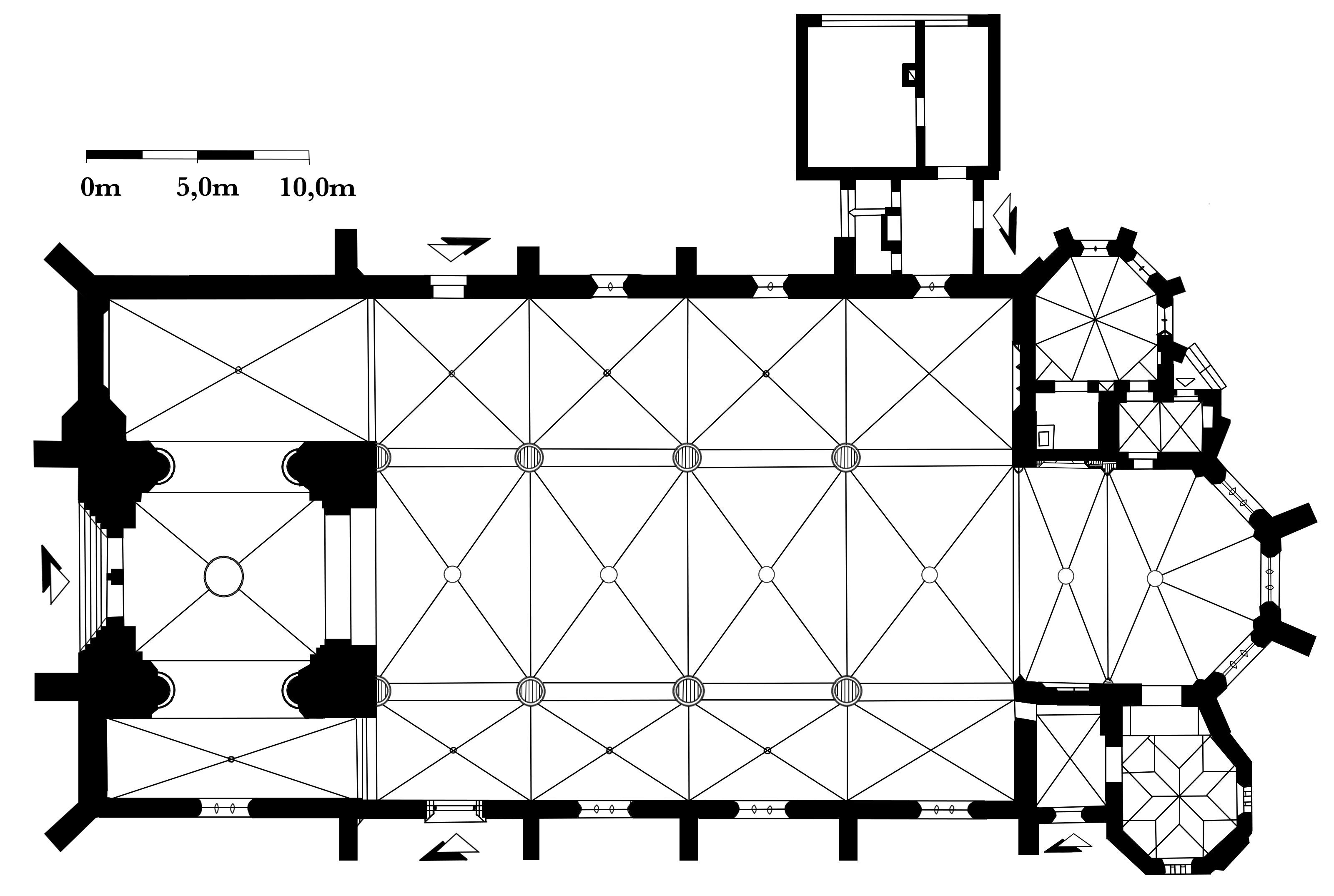
St. Dionysius, genordeter Grundriss

Die römisch-katholische Pfarrkirche St. Dionysius in Rheine, hier auch einfach Stadtkirche genannt, ist eine spätgotische Hallenkirche aus der Zeit von etwa 1400 bis 1520. Sie ist das traditionsreichste Gotteshaus der Stadt.

## Vorgeschichte
Die geostete Kirche hatte Vorgängerbauten, von denen bisher keine Reste nachweisbar sind. Der Zeitraum des frühesten Kirchbaus an dieser Stelle ist unsicher und kann nur grob aus einer vom 7. Juni 838 datierten Schenkungsurkunde Ludwigs des Frommen abgeleitet werden, in der er neben anderen königlichen Gütern auch das Gut Reni samt zugehöriger Kirche dem Reichsstift Herford überschrieb.

## Lage

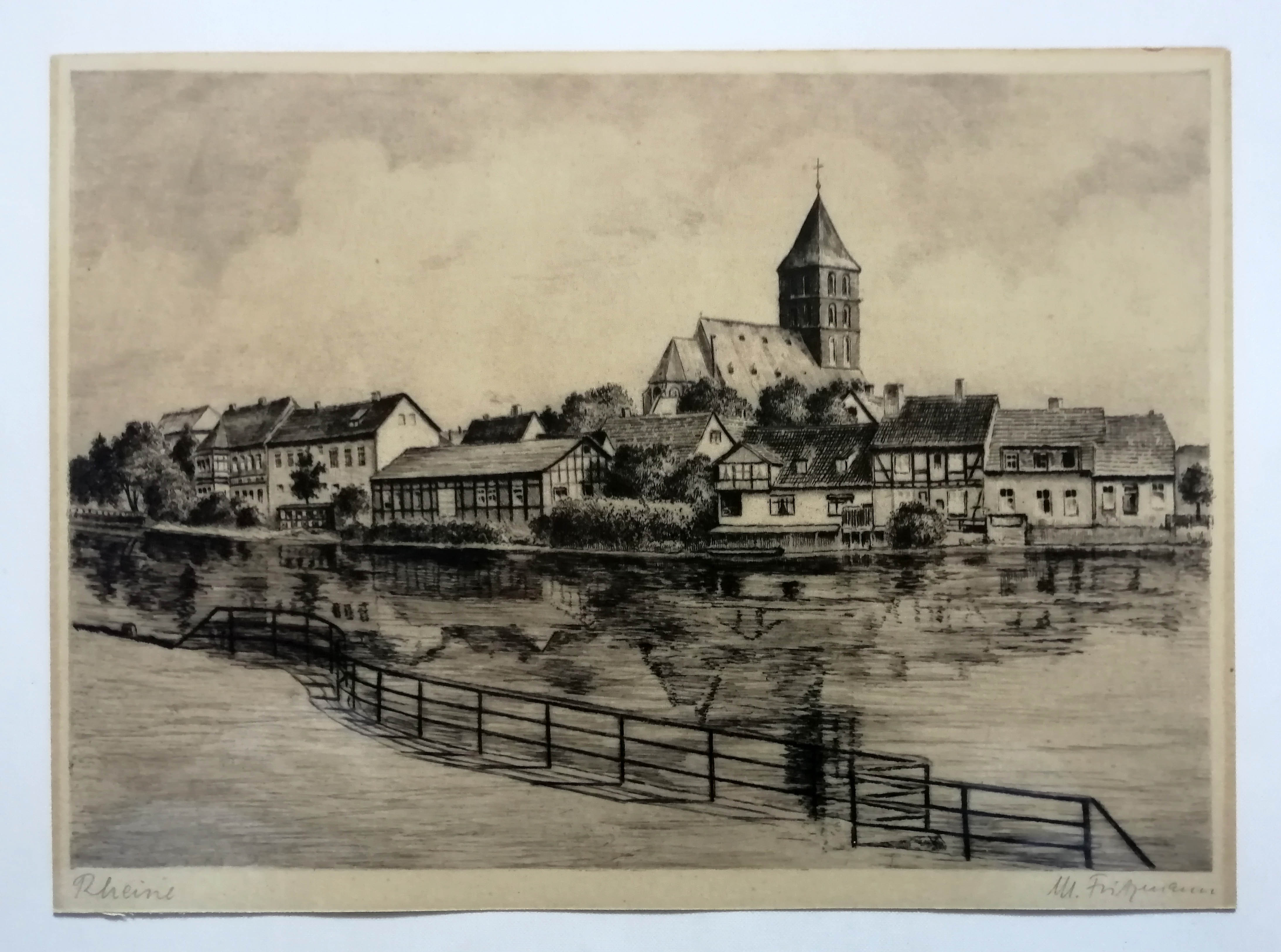
Künstlerische Darstellung der Kirche mit der westlichen Emsufer-Bebauung, vermutlich aus den 1930er-Jahren

Die Kirche liegt unmittelbar an der Nordseite des Rheinenser Marktplatzes. Auch die Vorgängerbauten wurden vermutlich auf dem sich hoch über die Ems erhebenden Hügel errichtet. Es handelt sich hierbei um die höchste Erhebung der Altstadt, einem 39,97 Meter über dem Meeresspiegel liegenden Kalksporn, einem Ausläufer des Thiebergs. Um einen Vorgänger der heutigen Kirche entwickelte sich in Folge zunächst eine dörfliche Siedlung mit dem Namen Villa Reni, später die Stadt Rheine.

## Namensgebung

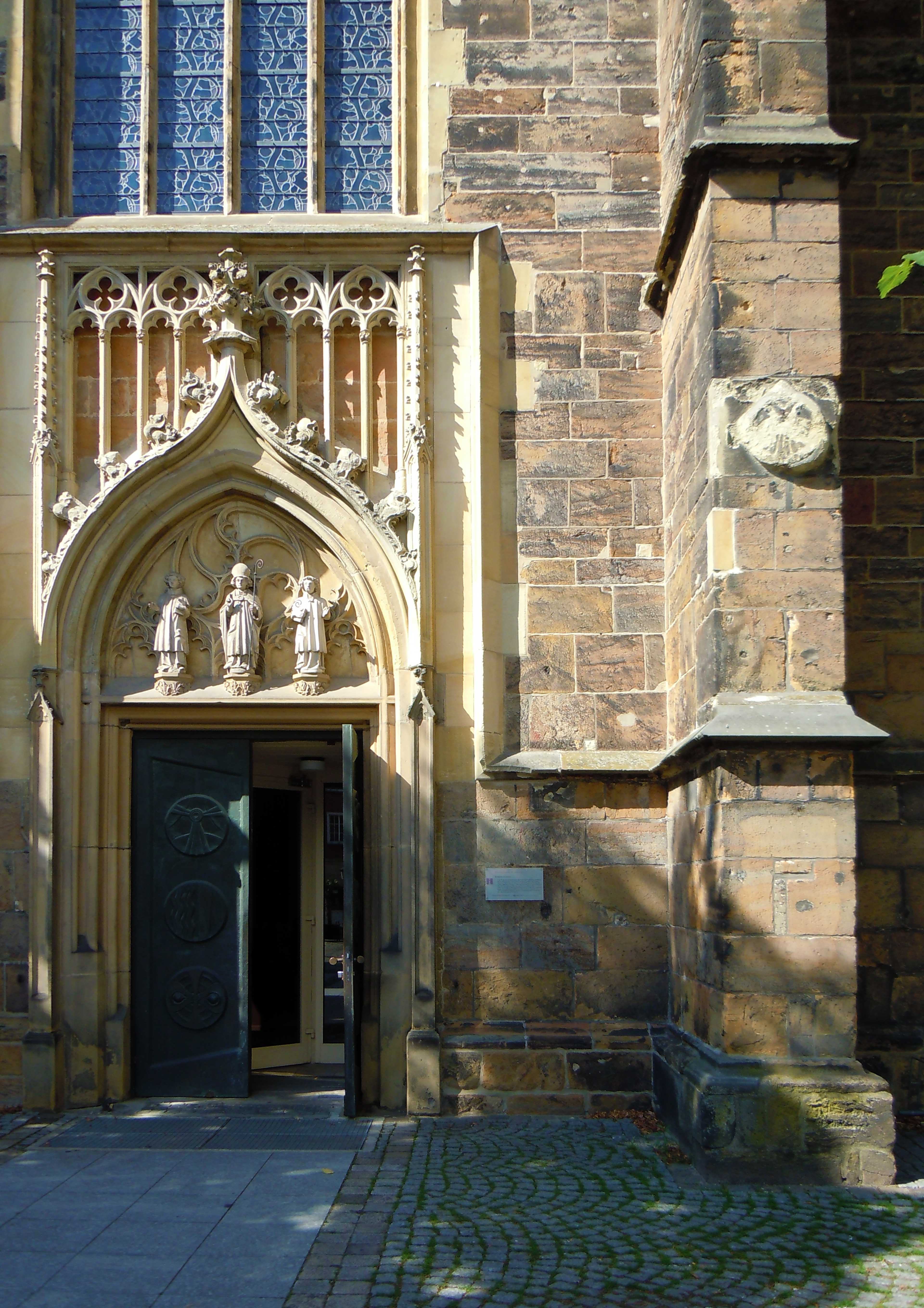
Südportal mit den Figuren des Dionysius und seiner zwei Gefährten

Patron der Stadtkirche ist der Hl. Dionysius. Dieser wirkte um das Jahr 250 als Missionar in Gallien, war erster Bischof von Paris, wurde zu einem Märtyrer und später neben dem heiligen Martin von Tours zum fränkischen Nationalheiligen.
Insbesondere als Patron für Kirchen auf fränkischen Königsgütern wie der Villa Reni ist Dionysius häufig anzutreffen. Dessen Patrozinium weist zudem häufig auf eine sehr frühe Kirchengründung hin.
Der Heilige begrüßt den Besucher der Kirche bereits im Tympanon des Südportals (das Brautportal, heute der Haupteingang vom Marktplatz) in einer figürlichen Darstellung, zusammen mit seinen Gefährten Rusticus und Eleutherius. Diese drei nebeneinander stehenden Figuren bildeten die Vorlage des Stadtwappens der Stadt Rheine (goldener Grund, roter Balken mit drei goldenen Sternen. Die drei Sterne symbolisieren die drei Heiligen).

## Geschichte

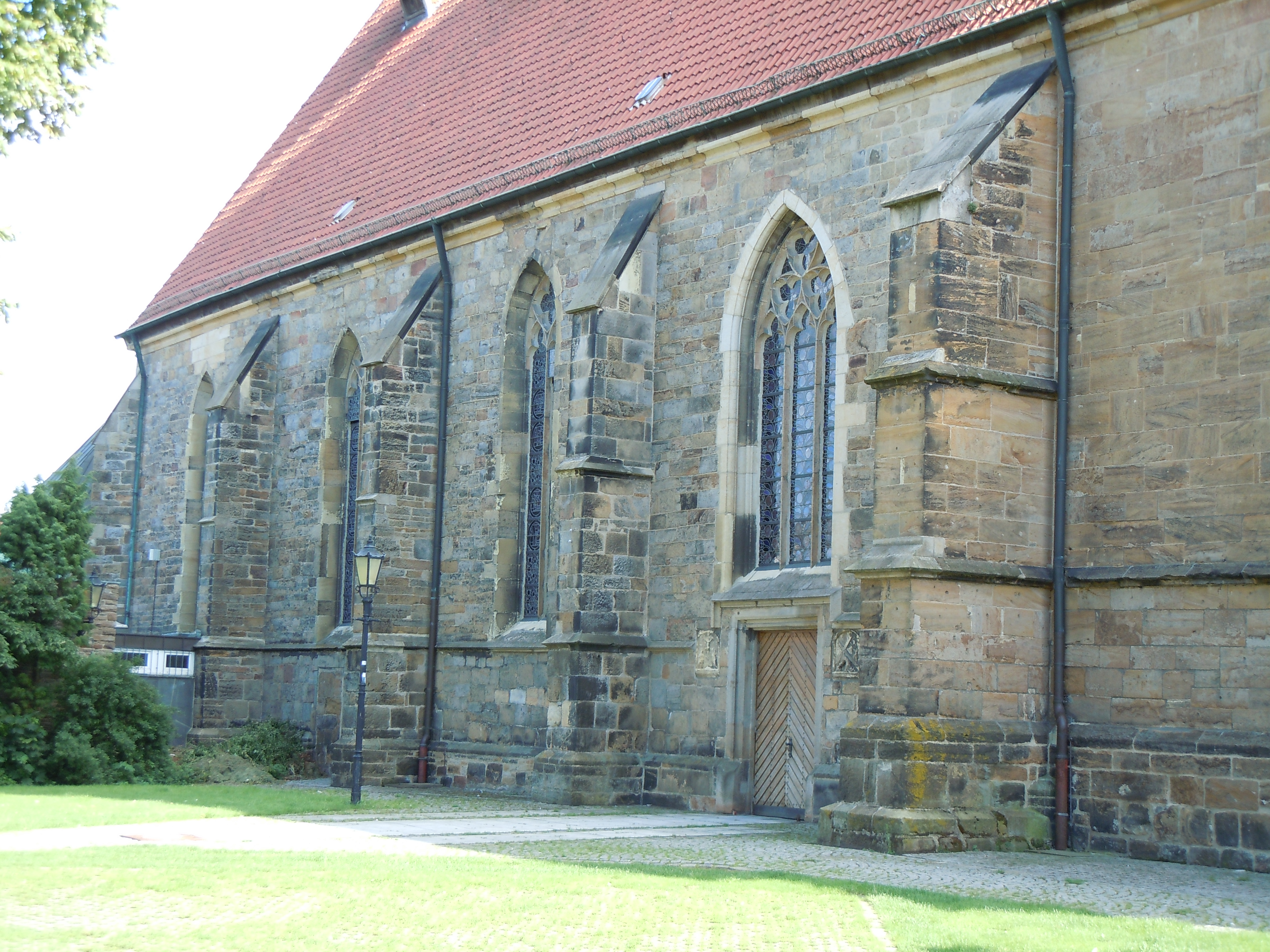
Nordportal
älterer Bauabschnitt hinten
neuerer Bauabschnitt vorne

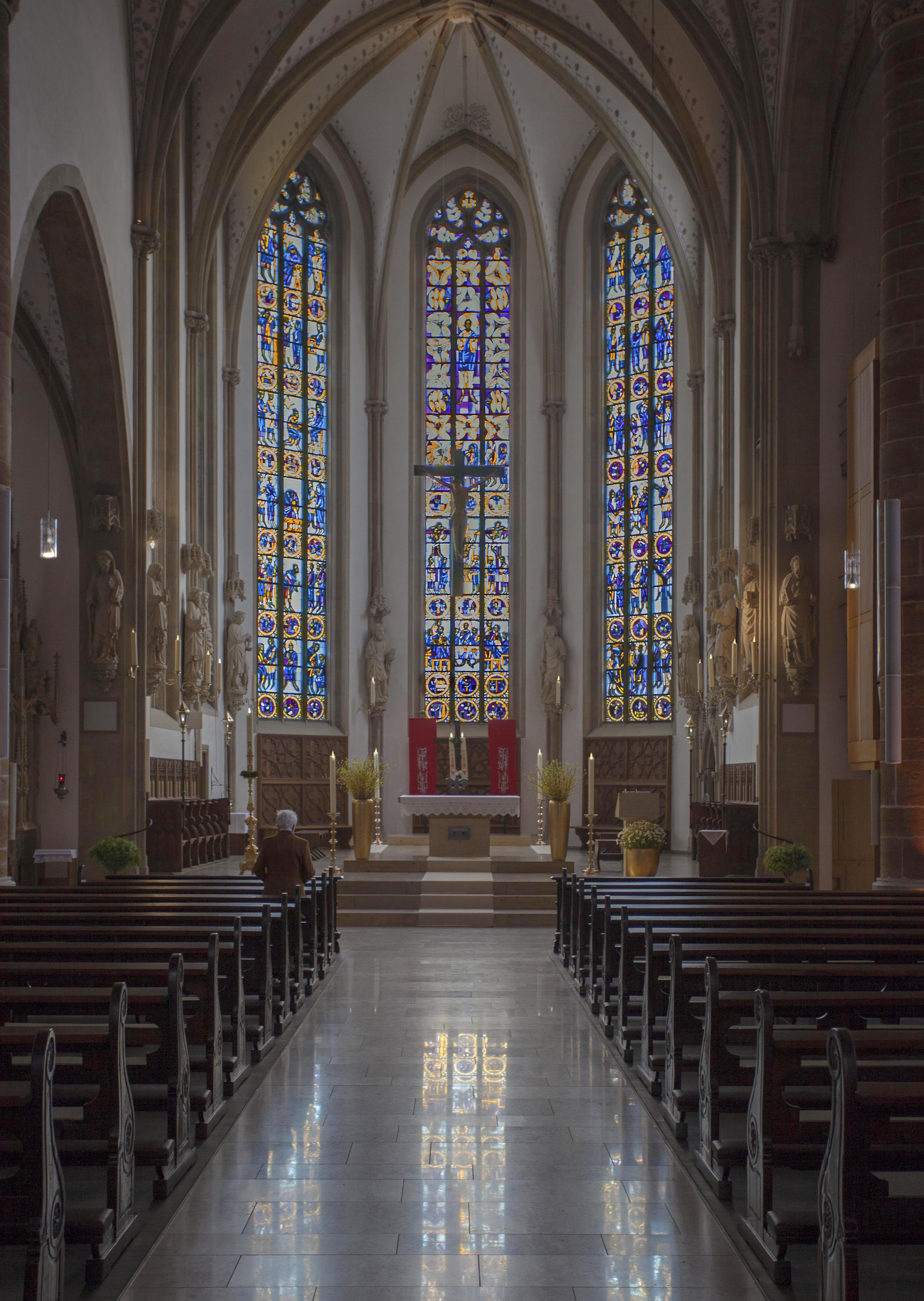
Chorraum und Apsis

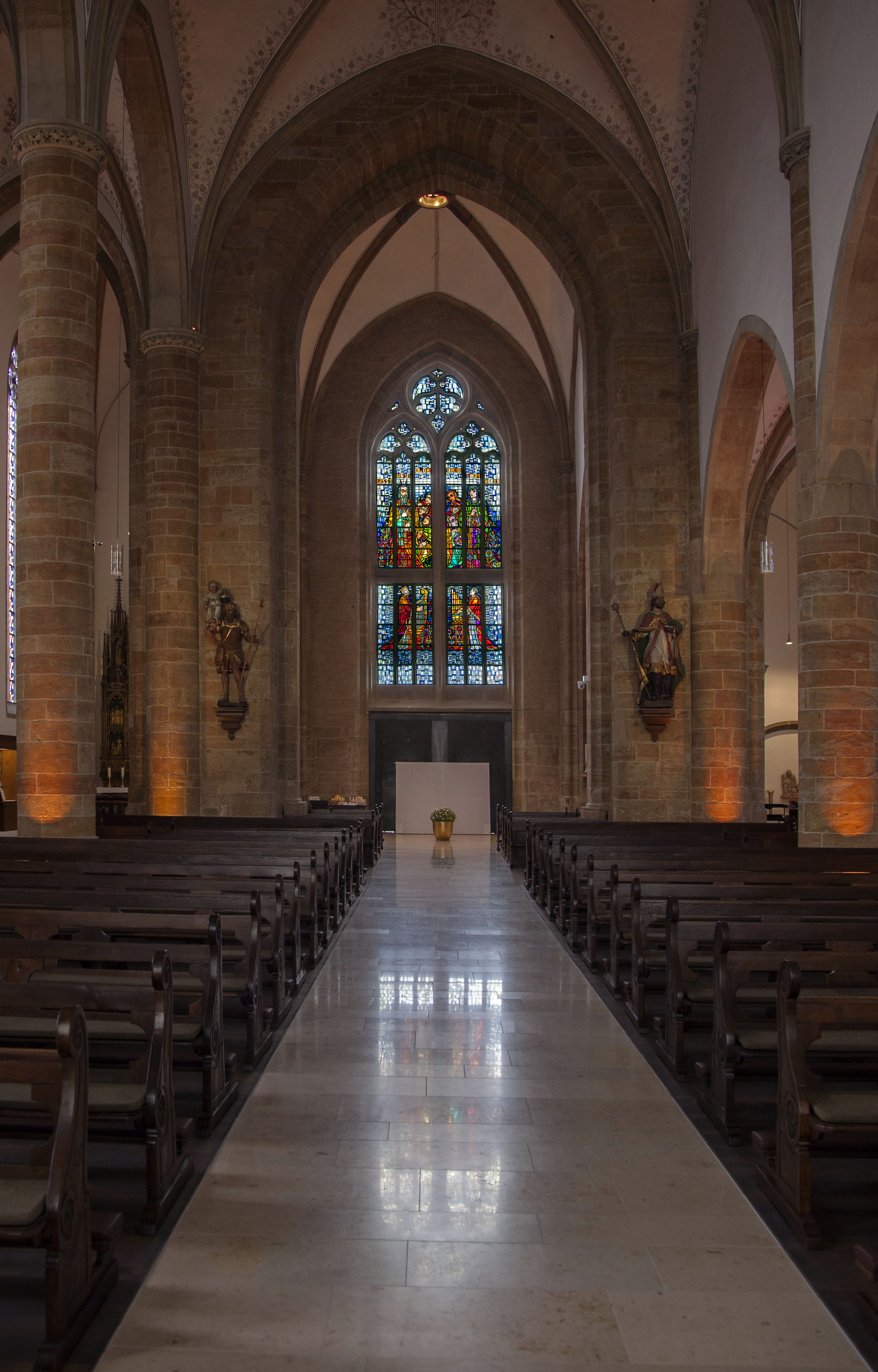
Blick zum Westfenster mit dem Thema Musik zur Ehre Gottes (Ehemalige Empore vor dem Fenster war Standort der alten Orgel)

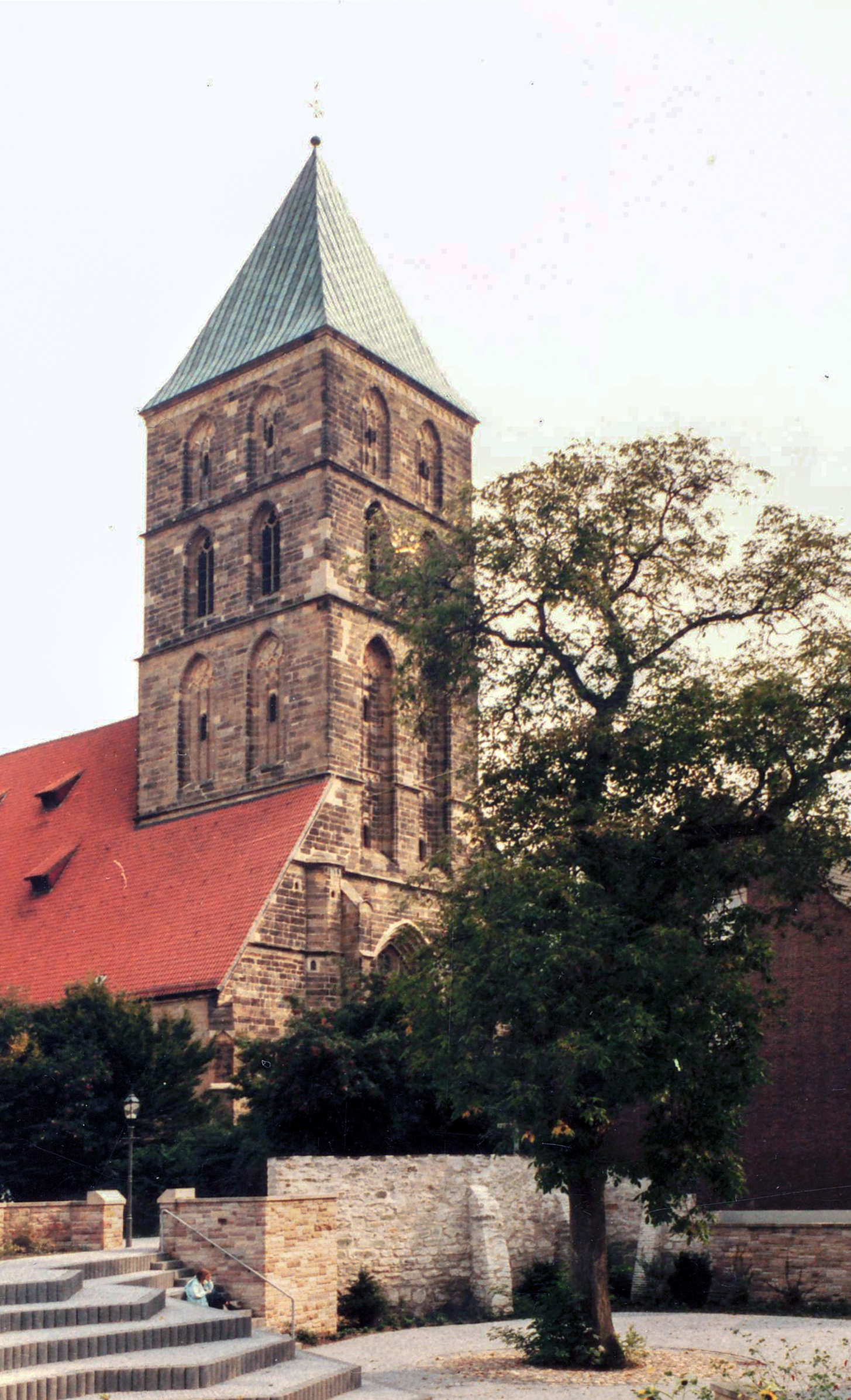
Westportal der Stadtkirche mit Resten der Stadtmauer

### Bauzeit
Die Arbeiten an der spätgotischen Hallenkirche wurden etwa um das Jahr 1400 begonnen, dauerten rund 120 Jahre und wurden spätestens im Jahre 1520 mit der Vollendung des Turmes abgeschlossen. Eine der im Jahre 1520 gegossenen und im gleichen Jahr bei ihrer Aufhängung im Turm geweihten Glocken trägt den Namen des Patrons der Pfarre. Ein Teil der Inschrift auf dieser Dionysiusglocke lautet „Dionysius schützt und vertreibt Unheilsblitze“.
Die lange Bauzeit erklärt sich zum einen aus bautechnischen Erschwernissen. So durfte der neue Kirchenbau die alte Kirche nur nach und nach in mehreren Bauabschnitten ersetzen. Das war nötig, da der Gemeinde natürlich während der gesamten Bauzeit weiterhin ein „funktionierendes“ Gotteshaus zur Verfügung stehen musste. Ein zweites Problem waren für die zu dieser Zeit kaum 2000 Seelen im Einzugsgebiet der Pfarrei die hohen Kosten des Kirchbaus. Die Summe für einen kompletten Neubau in einem Zuge wäre niemals aufzubringen gewesen; auch aus diesem Grund musste der Bau über viele Jahrzehnte in mehrere in sich geschlossene Bauabschnitte aufgeteilt werden. Mehrfach ruhten die Arbeiten wegen leerer Kirchen- und Stadtkasse über Jahre, und Kirchbaukollekten in der Stadt und Region Rheine, aber auch weit darüber hinaus wurden für die Wiederaufnahme der Arbeiten gehalten. So gewährte der Bischof von Münster der Stadt Rheine eine zweijährige Kollekte zur Finanzierung des Weiterbaus. Die Spender erhielten als Gegenleistung u. a. einen vierzigtägigen Ablass.
An der gesamten Stadtkirche sind die einzelnen Bauabschnitte an unterschiedlichen Steingrößen, unterschiedlichem Material, zum Teil unterschiedlichen Baustilen und ungewöhnlichen Aufmaßen deutlich abzulesen.

### Bauabschnitte

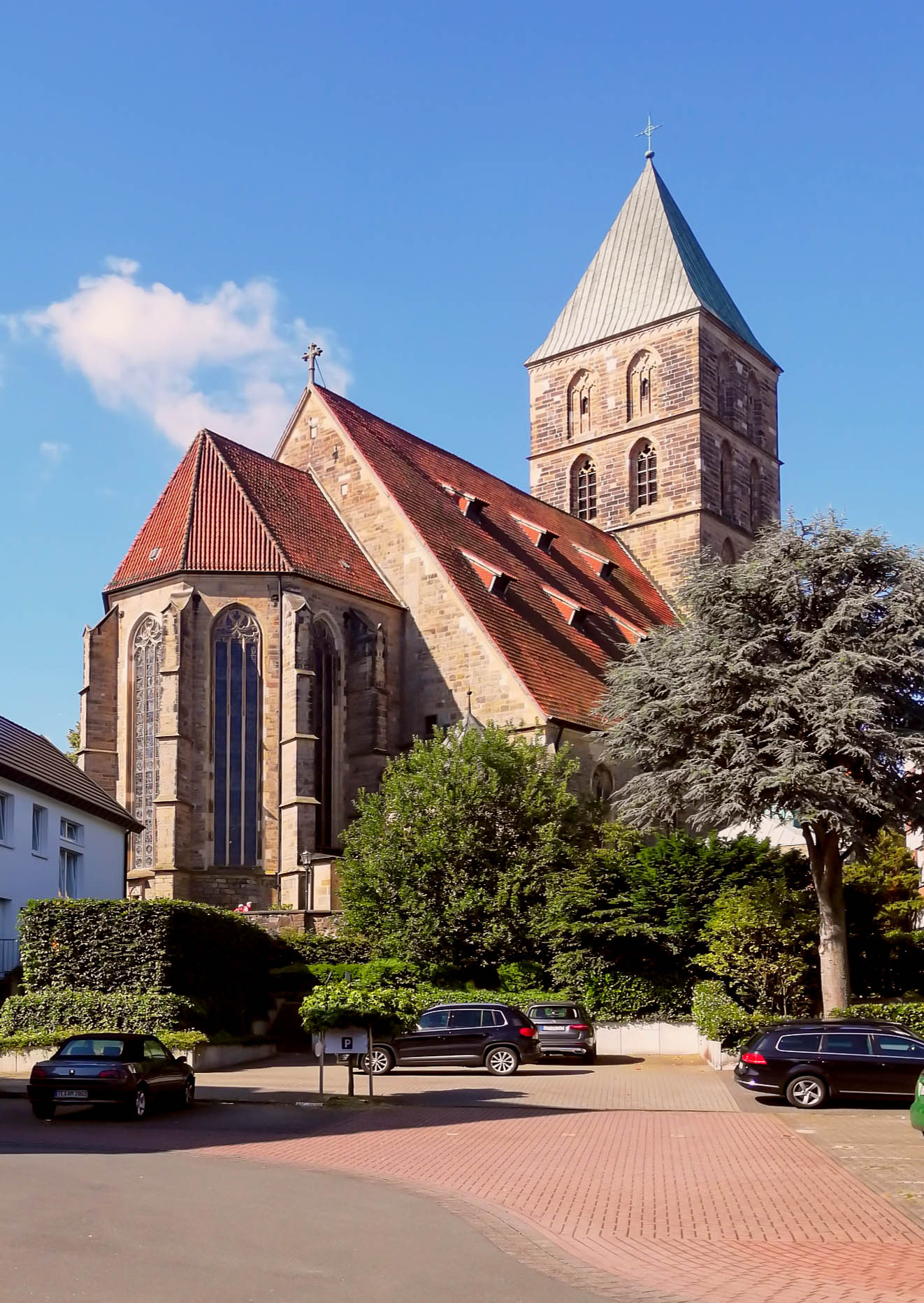
Blick von Nord-Osten auf den Chor

Der Bau der Stadtkirche St. Dionysius ersetzte einen älteren Vorgängerbau gleichen Namens, der nach hergebrachter Lehrmeinung aus Holz bestand. Lokale Historiker postulieren neuerdings auch schon vor 1400 einen Vorgängerbau aus Stein, was historisch allerdings unbelegt ist, da sich die Baugeschichte der Kirche vor 1424 mangels schriftlicher Quellen und Aufzeichnungen nicht sicher rekonstruieren lässt. Ein Indiz dafür, dass sogar schon vor dem Jahr 838 eine aus Stein gebaute Kirche bestand, findet der lokale Historiker Heinrich Krefeld in der Schenkungsurkunde Ludwigs des Frommen, in der die Kirche dem Kloster Herford überschrieben wird. Über die Kirche heißt es im lateinischen Originaltext “ecclesiam inibi constructam” (deutsch: „[die] ebendort erbaute Kirche“). Unter constructam verstand man zur Zeit Ludwigs des Frommen aber immer eine aus Stein errichtete Kirche. Beschrieb man ein Holzbauwerk, verwendete man statt constructam stets das Wort fabricatam, wie aus anderen Urkunden des 9. Jahrhunderts gesichert abzuleiten ist.
Die Bauarbeiten begannen um 1400. Erster Abschnitt war der Bau des nördlichen Seitenschiffes, der im Jahre 1424 mit der Weihe des Altares abgeschlossen wurde. Im Anschluss wurde der Chor gebaut. Die Weihe des Hochaltars der Kirche am 7. Juni 1450 belegt die Fertigstellung von Mittelschiff, Chor und Apsis. Der Bau des südlichen Seitenschiffes wurde 1464 begonnen und mit der Weihe des Altars im Jahre 1484 beendet. 1494 begannen die Arbeiten am Kirchturm, die mit der Glockenweihe im Jahr 1520 abgeschlossen wurden.
Weder beim großen Stadtbrand 1647 zum Ende des Dreißigjährigen Krieges, noch während der Weltkriege nahm die Kirche großen Schaden. Sie stellt sich somit seit ihrer Vollendung vor fast einem halben Jahrtausend dem Besucher in großen Teilen unverändert dar und beherrscht seitdem die Silhouette der Altstadt. Das 500-jährige Jubiläum der Fertigstellung des Gotteshauses soll im Jahr 2020 begangen werden.

### Kirchburg
Mit Beginn der Stadtbefestigung Rheines um das Jahr 1320 wurde auch der Kirchhof mit einer Mauer umgeben und bildete die sogenannte Kirchburg. Ein kleiner Teil dieser Mauer ist noch heute zu sehen und bildet den letzten Rest der mittelalterlichen Stadtbefestigung.

## Wort-Gottes-Kapelle
Im Jahr 2016 wurde die alte Sakristei (seit Bau der neuen Sakristei für Kirchenbesucher verschlossen) zur Kirche hin geöffnet. Sie dient heute unter der Bezeichnung Wort-Gottes-Kapelle unter anderem als Aufbewahrungsort für ein besonders kostbares Evangeliar aus neuerer Zeit (das Evangeliar als Veranschaulichung des Wortes Gottes, daher der Name der Kapelle) und die Heiligen Öle, die bei Weihen, Taufen und Krankensalbungen zum Einsatz kommen. Außerdem sind hier die Originale der Dionysius-Figur und seiner Gefährten zu finden, die am Südportal aus konservatorischen Gründen durch Kopien aus Kunstharz ersetzt wurden.
Die drei Buntglas-Fenster stammen vom Kölner Glaskünstler Josef Scheuer und stellen die sog. Theologische Tugenden aus dem 1. Korintherbrief Glaube, Hoffnung und Liebe mit ihren zugehörigen Symbolen (Kreuz, Anker, Herz) und Engelsgestalten dar. Der Künstler hatte zwischen 1924 und 1939 schon einige Fenster im Langhaus der Dionysiuskirche gestaltet.
Eine Besonderheit des Raumes stellt die fast 6 m hohe Decke mit Sterngewölbe dar, die die Schutzheiligen verschiedener Gruppen innerhalb der Gemeinde zeigt, nämlich die Schutzpatrone der Mütter, Väter, Jungfrauen, Jünglinge, Männer und Frauen. Jeder der Darstellungen ist der Text „Bitte für sie!“ beigefügt. Eines der Bilder zeigt die Mutter Jesu, Maria, in der Darstellung des Gnadenbildes des Wallfahrtsortes Kevelaer. Der Grund liegt auf der Hand: der damalige Pfarrer von St. Dionysius Dechant Pietz war vor seiner Zeit in Rheine 18 Jahre lang als Priester in Kevelaer tätig und somit mit dem dortigen Gnadenbild der Consolatrix Afflictorum (Trösterin der Betrübten) sehr vertraut. Von ihm stammt auch das komplette theologische Konzept der Ausgestaltung der ehemaligen Sakristei, die Ausführung besorgte der Maler Ludwig Wenzel. Dieser zog eigens hierfür von Münster nach Rheine, wo er 1920 auch starb (sein Sohn Karl Wenzel war an der Ausgestaltung der St. Antonius Basilika in Rheine beteiligt: er besorgte die Ausmalung der Tauf-/Antonius-Kapelle. Außerdem ist Karl der Schöpfer des Sämanns am Silogebäude der Emsmühle). Kurz vor der Vollendung der Sakristei zerstritten sich Wenzel und Pietz, sodass der Maler seine Arbeit abrupt abbrach. Einige Stellen der Gemälde sind aus diesem Grund bis heute unvollendet.

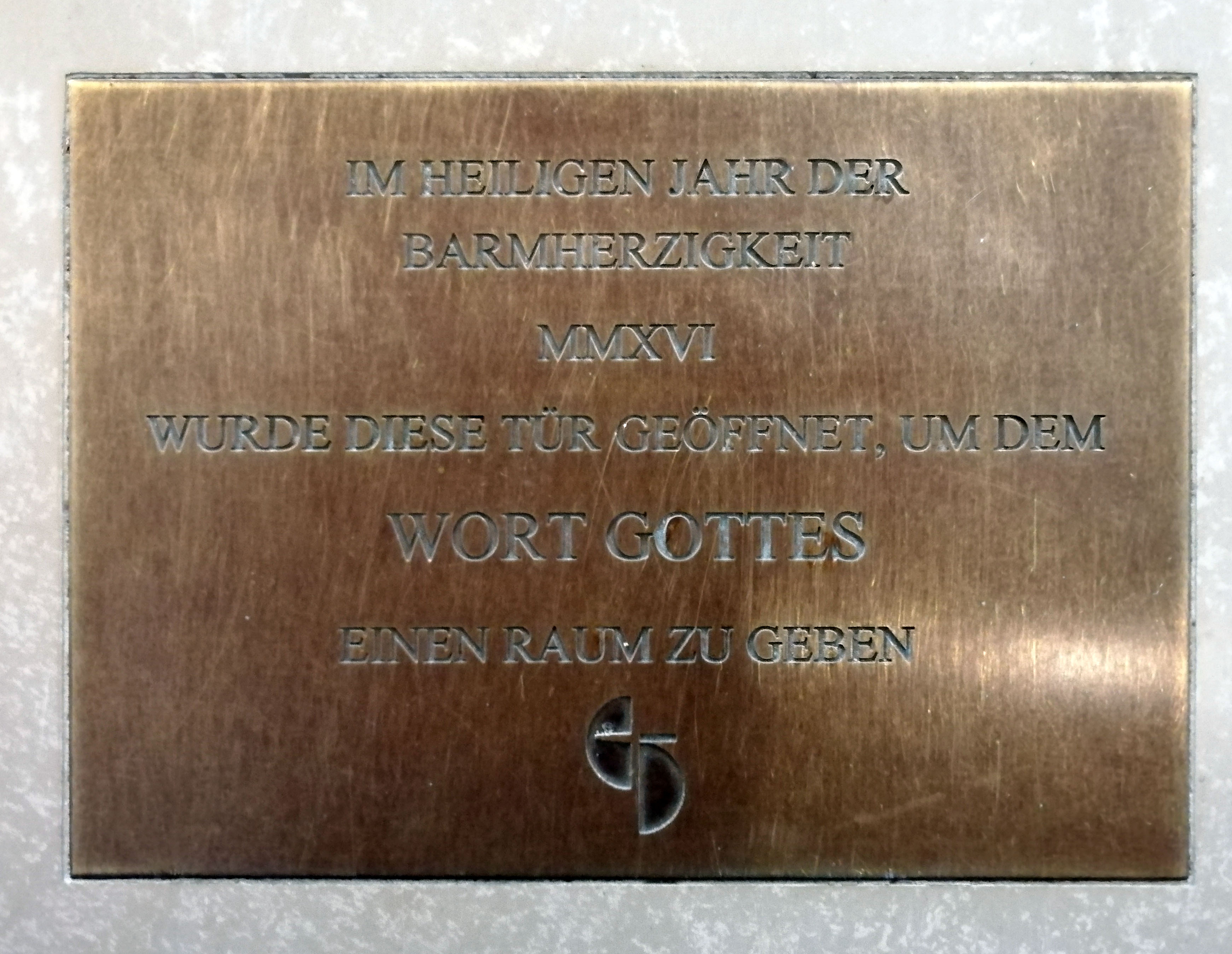
Die Bodenplatte im Übergang von Kirche zur Kapelle
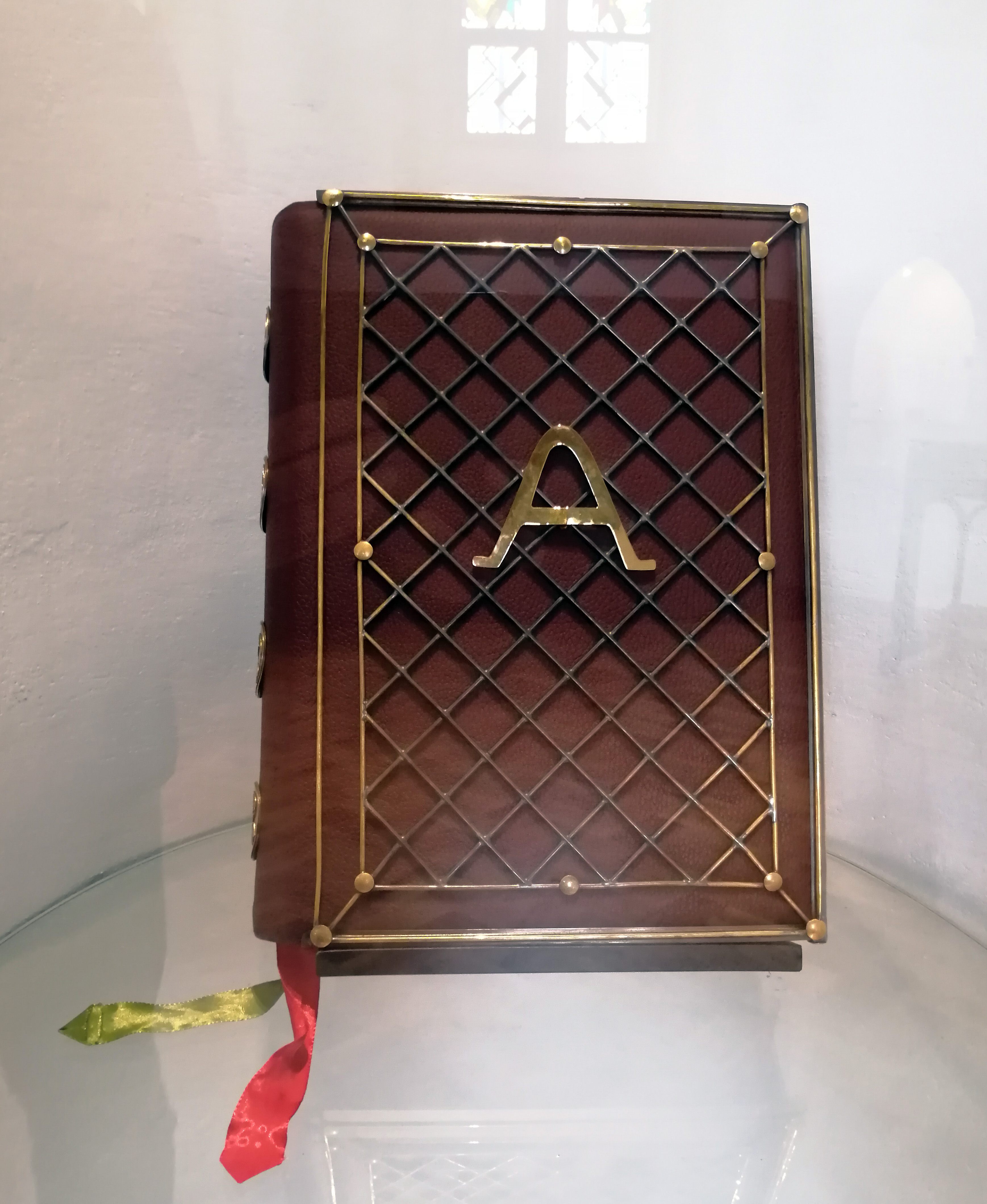
Das Evangeliar der Wort-Gottes-Kapelle
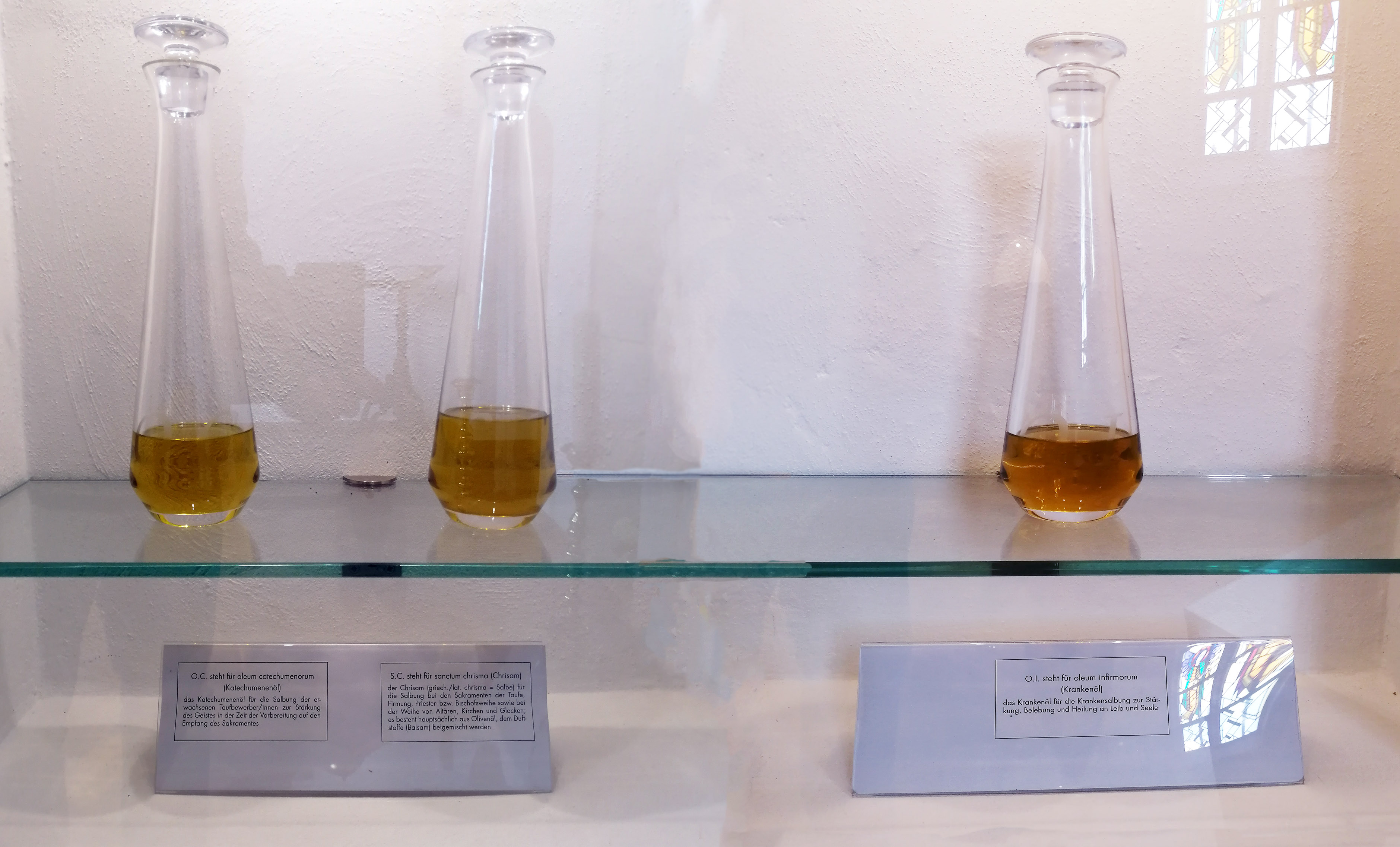
Die Heiligen Öle
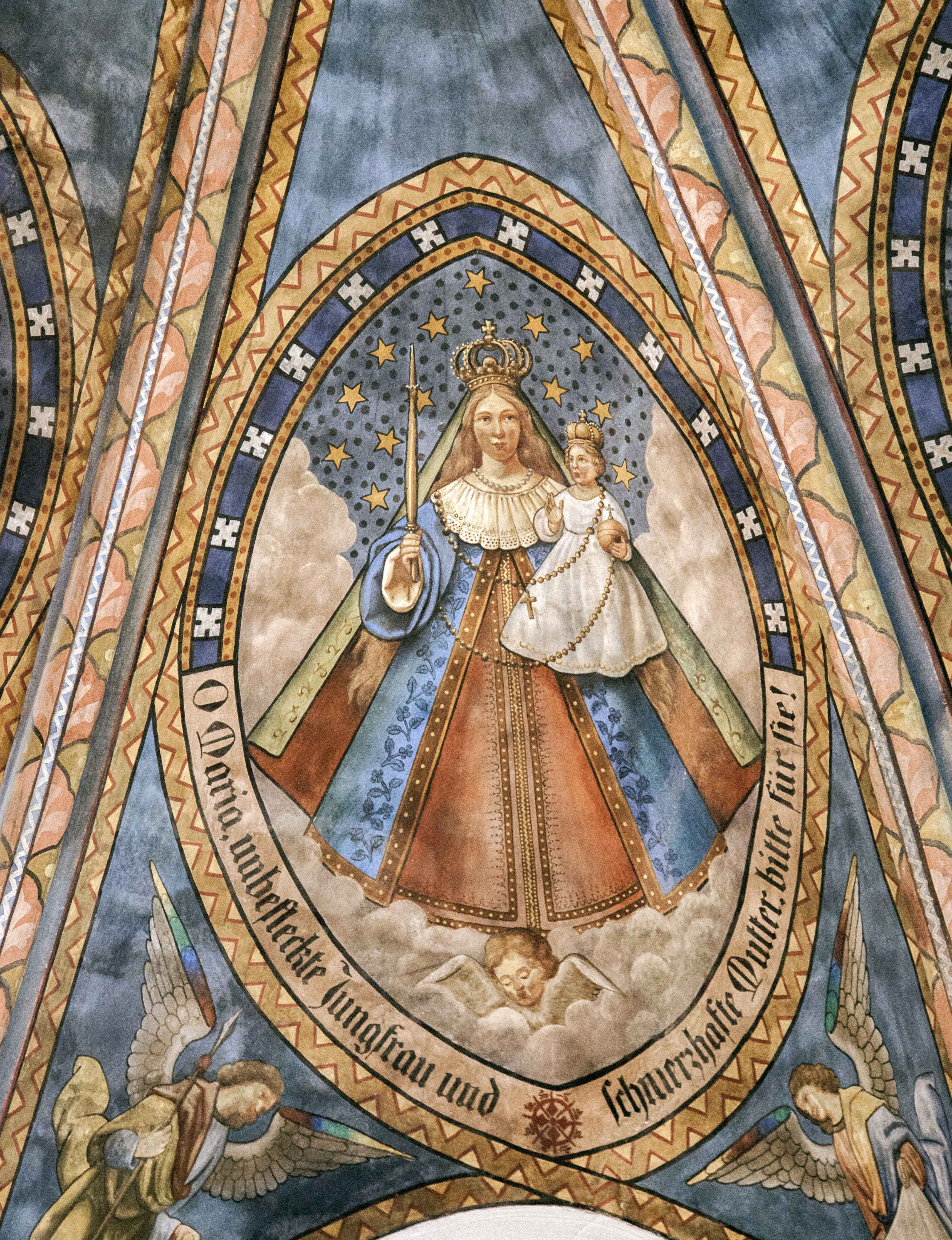
Madonna mit Kind in Form des Gnadenbildes aus Kevelaer
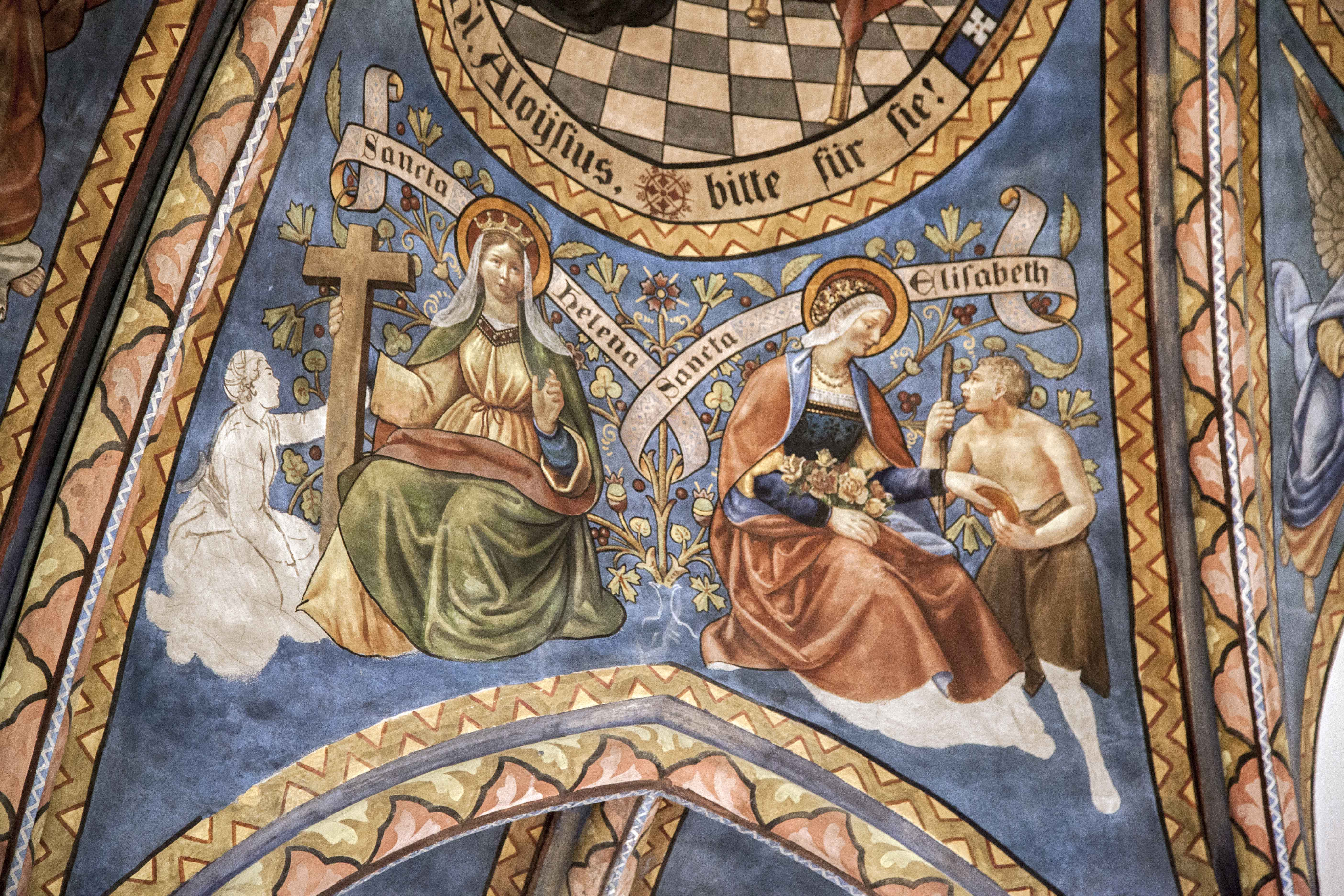
Einer der unvollendet gebliebenen Teile der Deckenbemalung
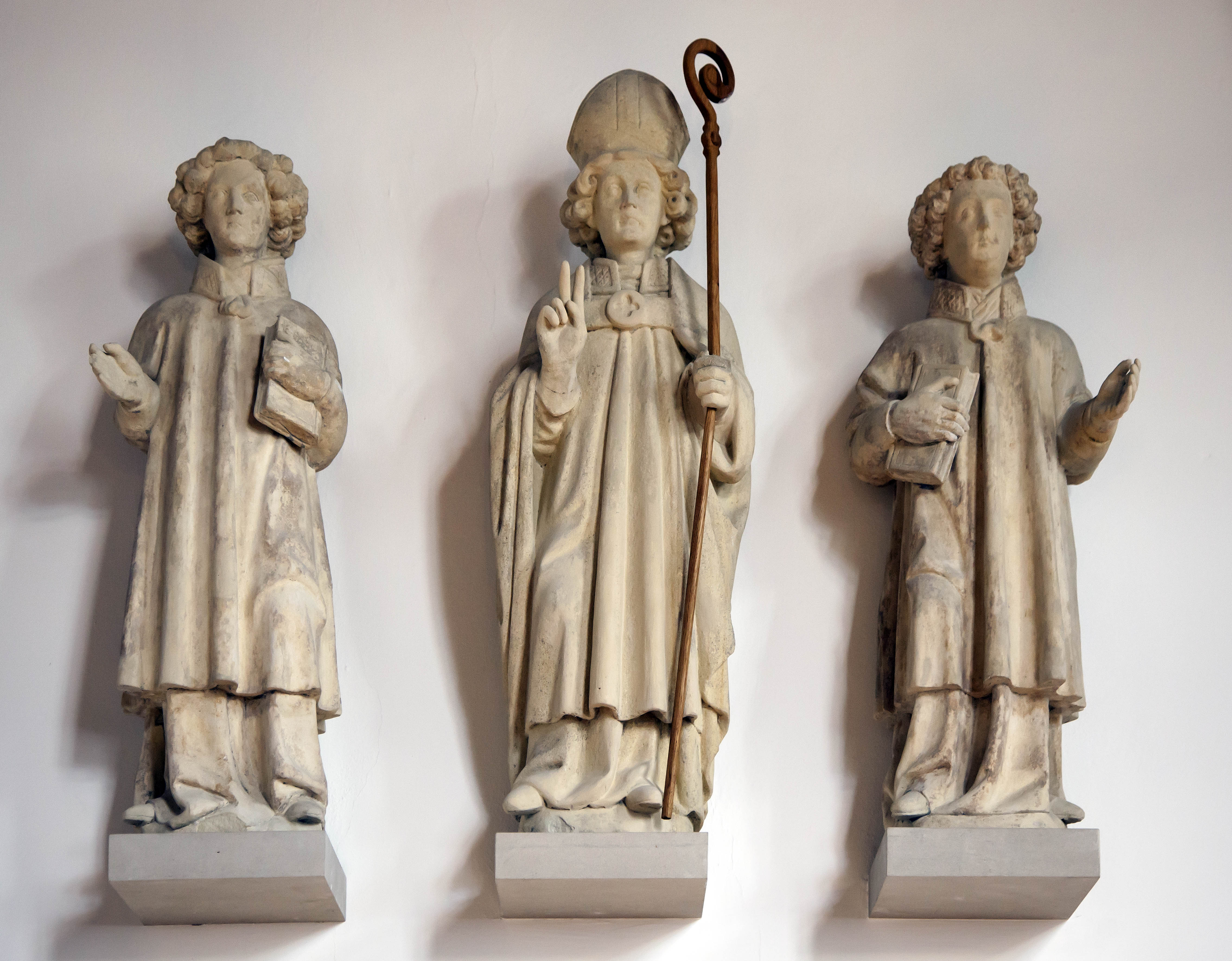
Originale der Dionysius-Figurengruppe vom Südportal
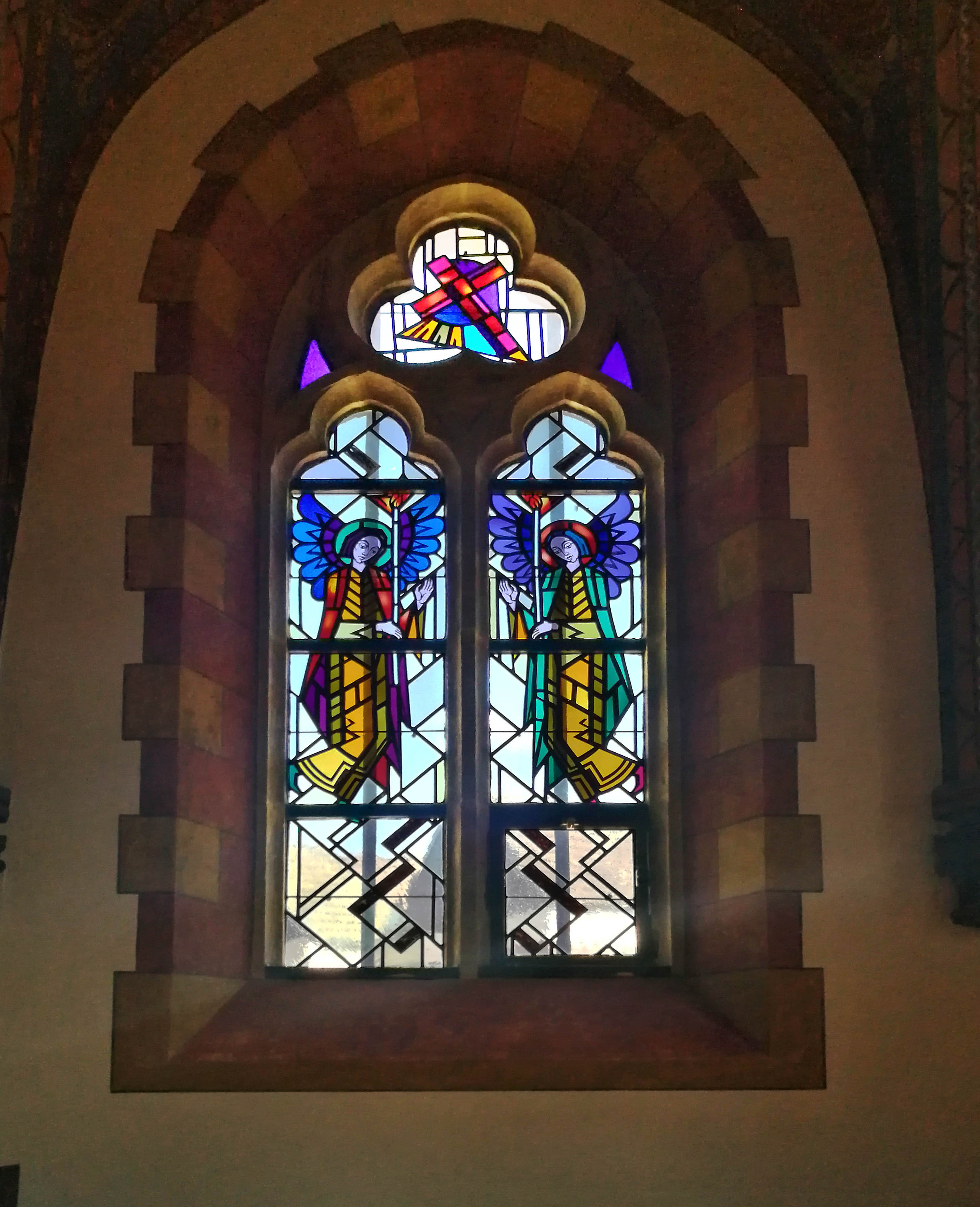
Fenster der Wort-Gottes-Kapelle; Thema Glaube
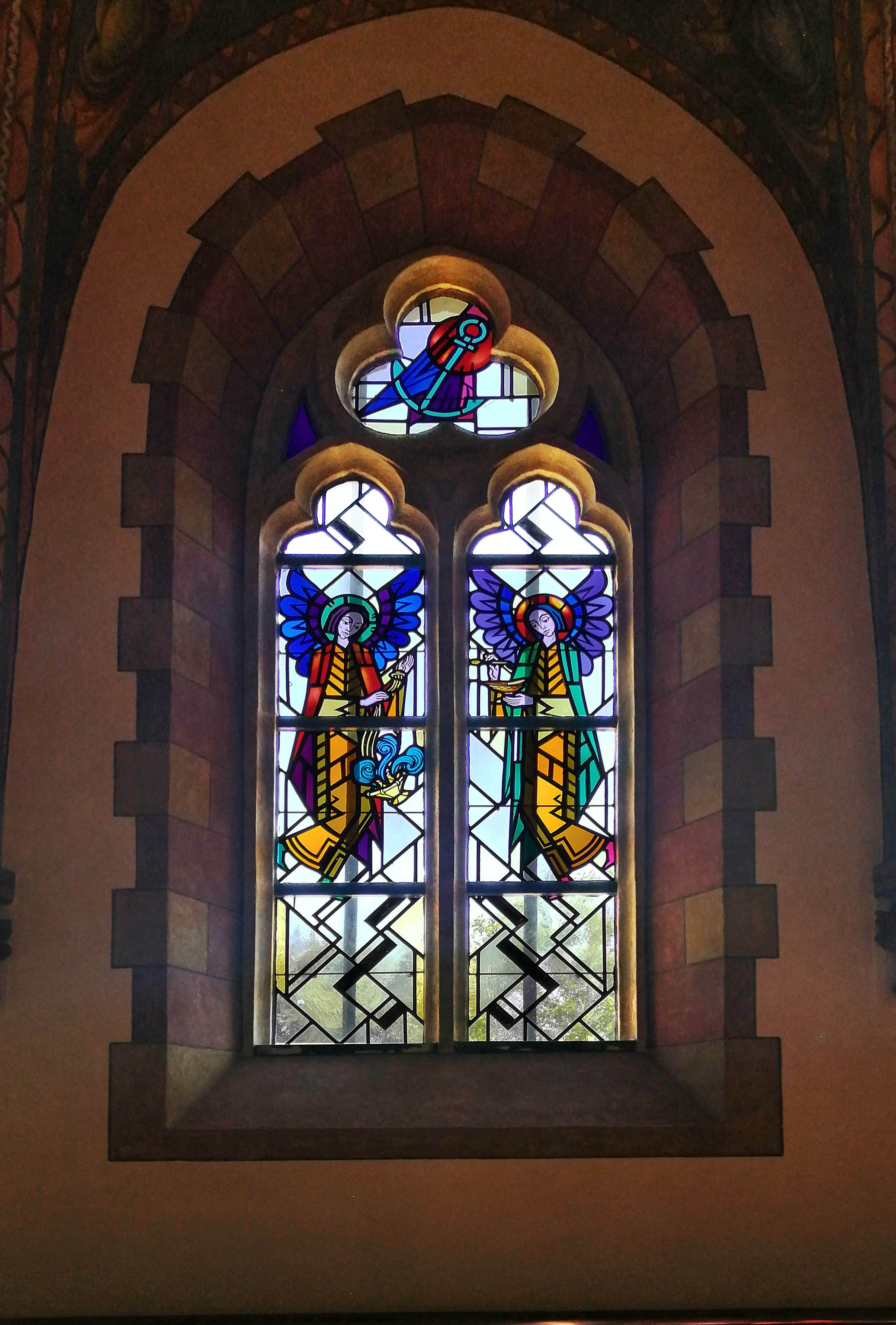
Fenster der Wort-Gottes-Kapelle; Thema Hoffnung
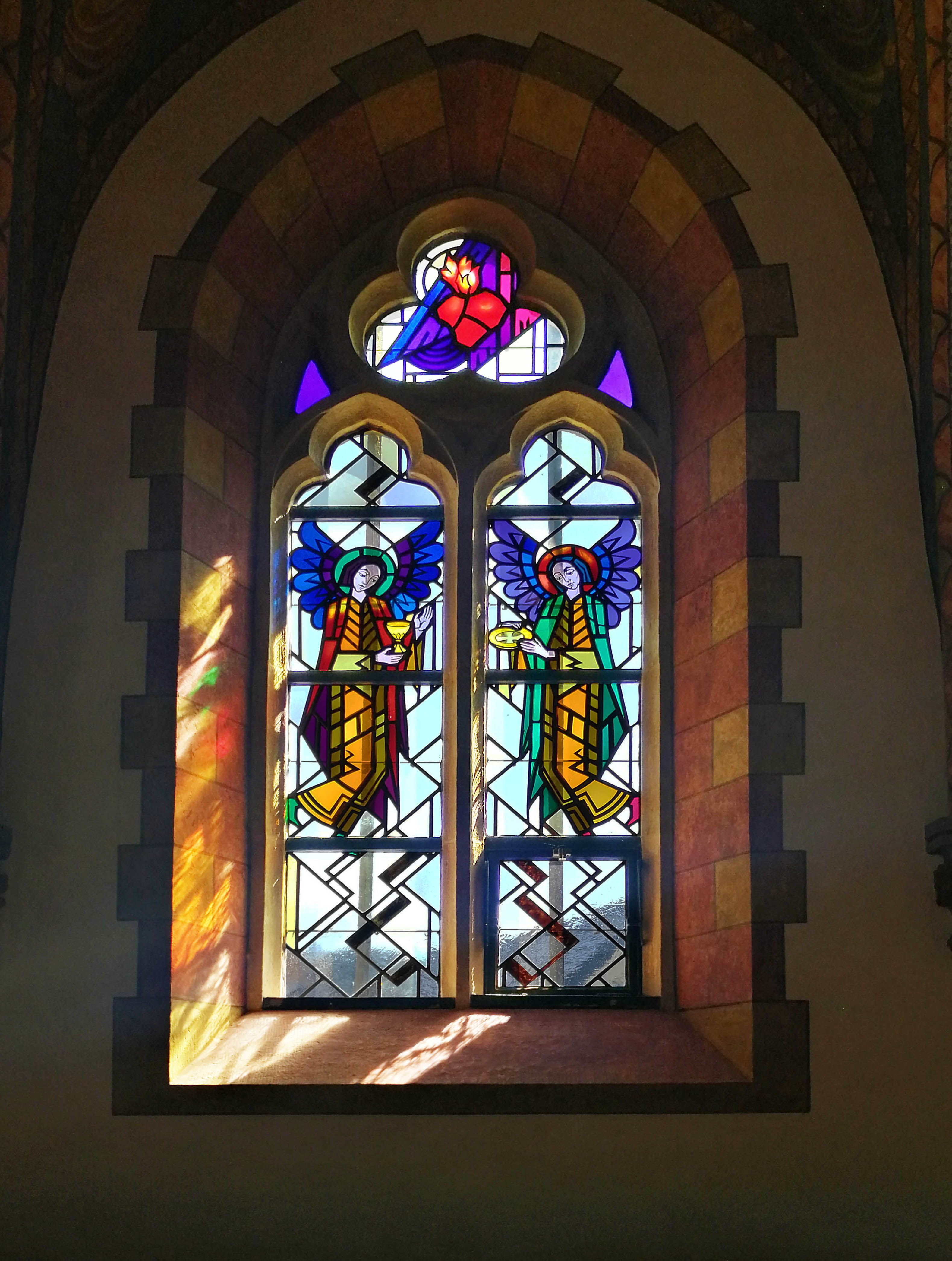
Fenster der Wort-Gottes-Kapelle; Thema Liebe

Die achteckige, 5,5 m im Radius messende Kapelle ist der einzige, komplett in der Tradition des Nazarener-Stils gestaltete Raum eines Sakralbaus in Rheine. Sie wurde im Zuge der grundlegenden Kirchenrenovierung 2016 in einem Festgottesdienst zur Wiedereröffnung des Gebäudes von Weihbischof Christoph Hegge (einem gebürtigen Rheinenser aus der Gemeinde St. Elisabeth, heute zu St. Dionysius gehörend) eingeweiht. Im Durchgang von der Kirche zur Kapelle ist eine Metallplatte in den Boden eingelassen. Darauf der Text: Im Heiligen Jahr der Barmherzigkeit MMXVI wurde diese Tür geöffnet, um dem Wort Gottes einen Raum zu geben. Darunter ist das Logo der Pfarrei St. Dionysius zu sehen.

## Ausstattung

### Kunstwerke in der Kirche
Die Kirche verfügt über eine Vielzahl von Kunstwerken von hohem Rang in der Tradition der westfälischen Plastik, sowohl aus der Erbauungszeit als auch aus jüngerer Zeit. Es befinden sich auffallend viele Werke des zur Zeit der Entstehung der Objekte in Rheine ansässigen Bildhauers Bernhard Meyering in der Kirche. Hier eine Auswahl aller Kunstwerke in chronologischer Folge ihrer Entstehung:

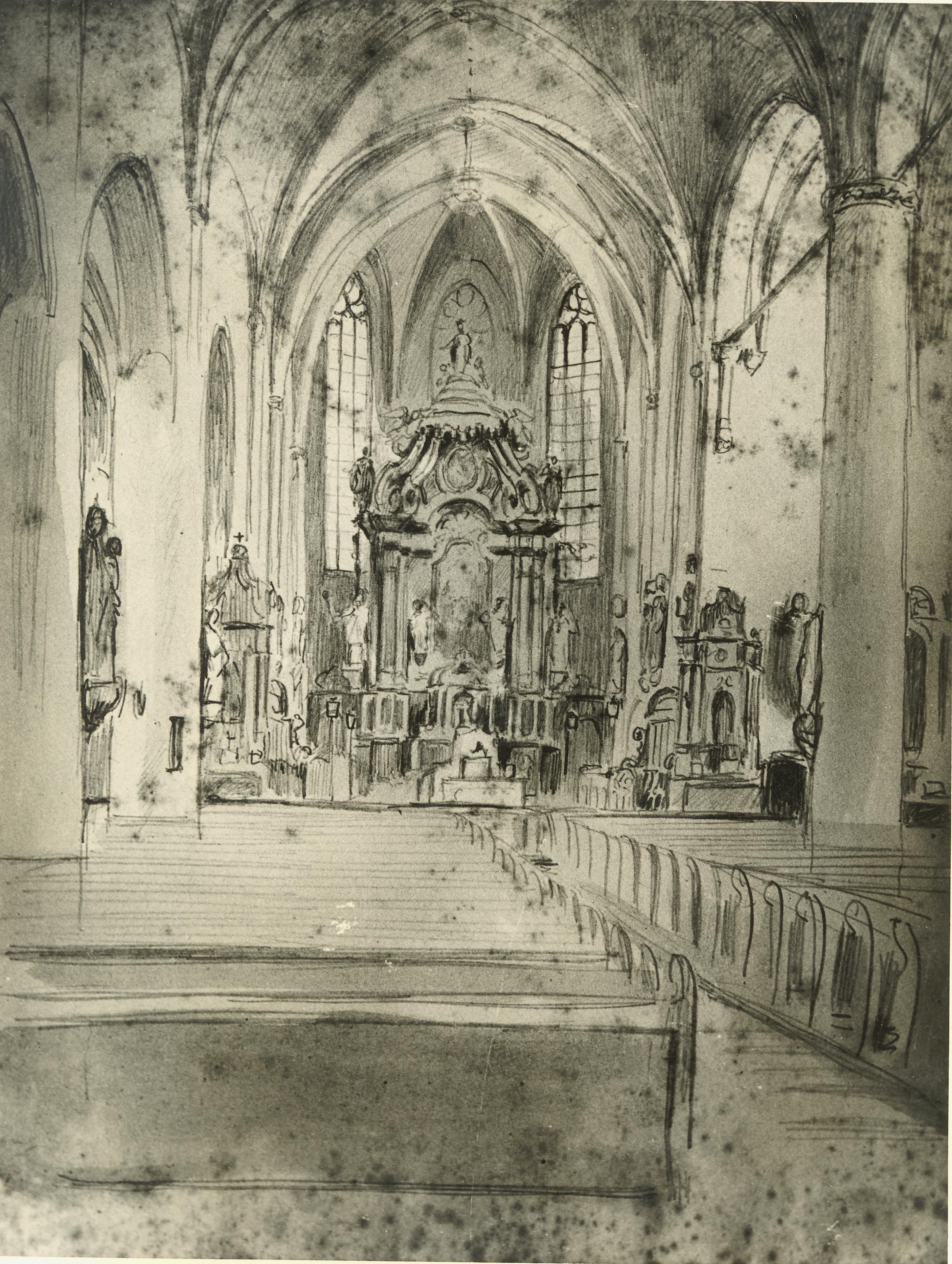
Barockausstattung vor der Neugestaltung (1870–72) im Stil der Neogotik; Carl Weddige: Album Rheinense, um 1850
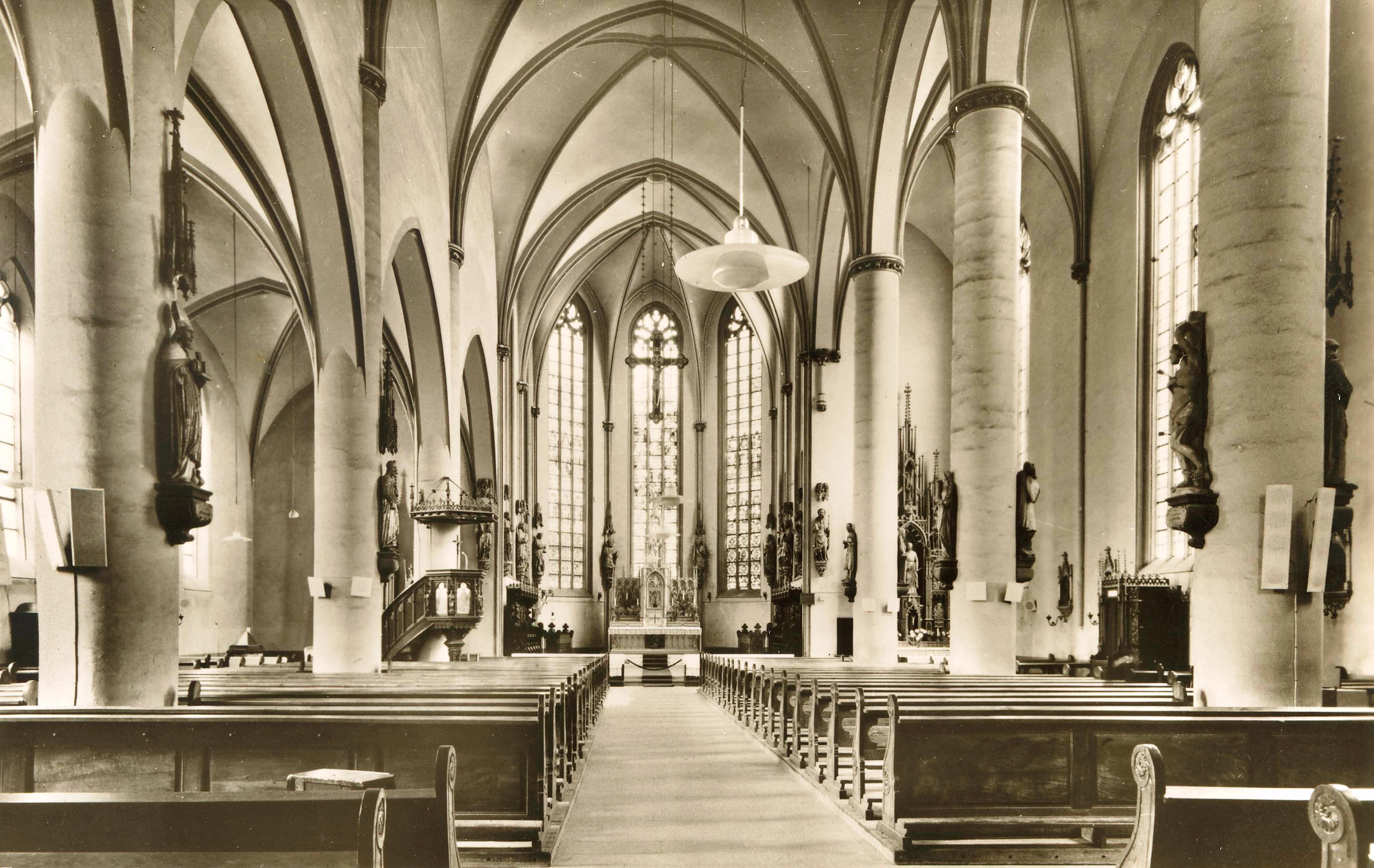
Die neogotische Ausstattung vor der Umgestaltung nach Vorgaben des Zweiten Vatikanischen Konzils
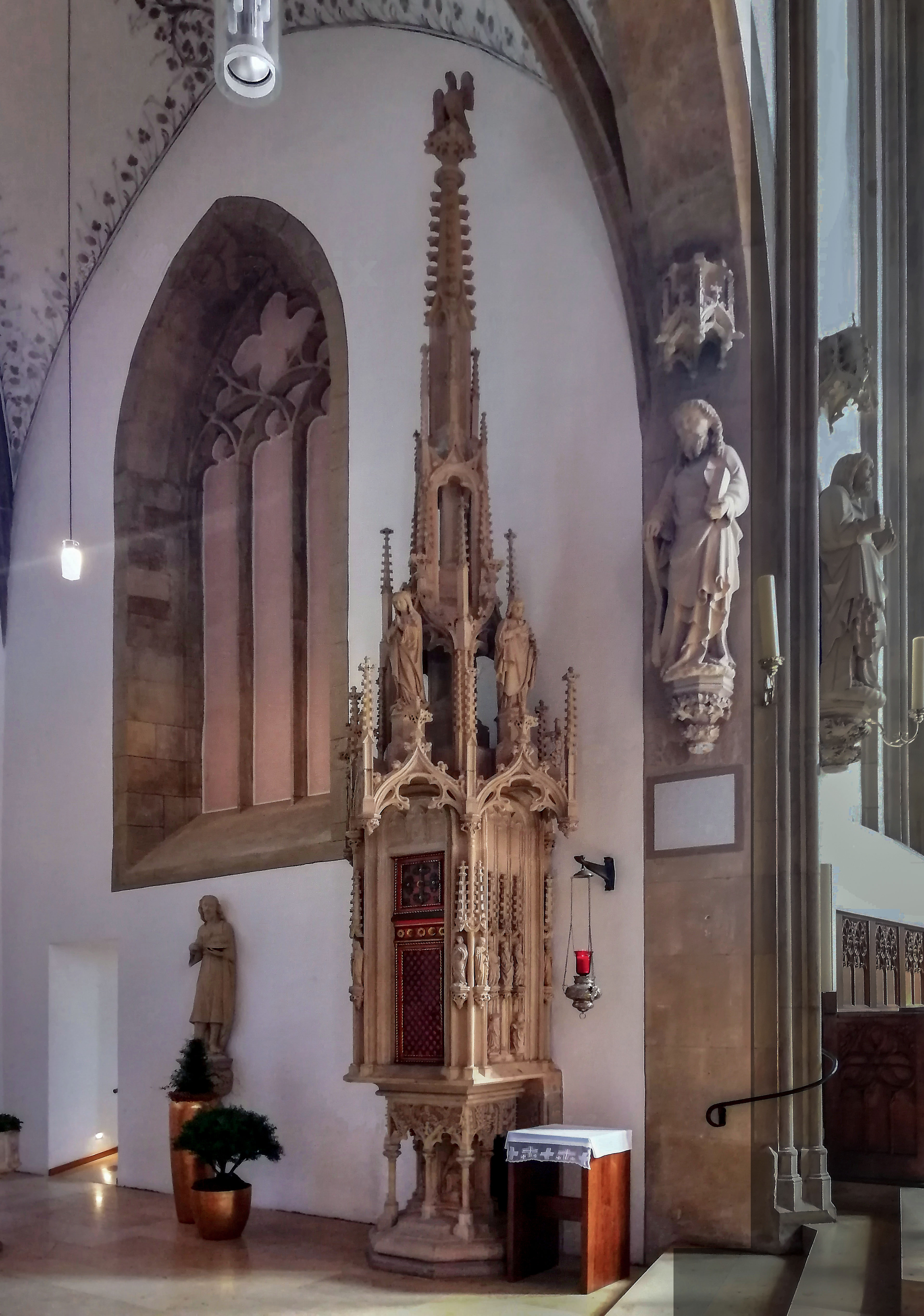
Sakramentshaus; 1500–1510; Sandstein; nach starkem Verfall wegen Aufstellung unter freiem Himmel 1900 stark restauriert
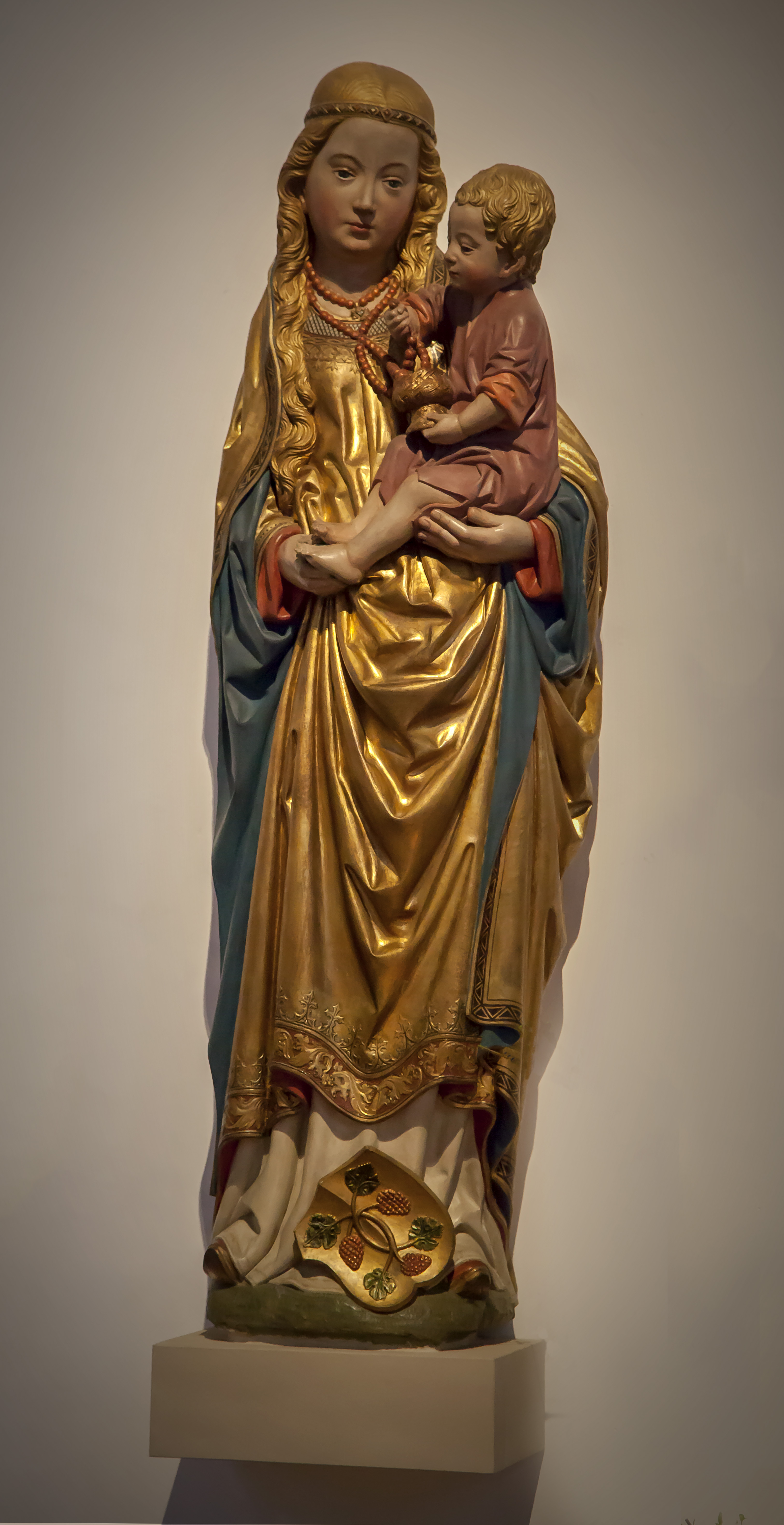
Madonna mit Kind; Unbekannter Bildhauer aus dem Münsterland; Sandstein; um 1470
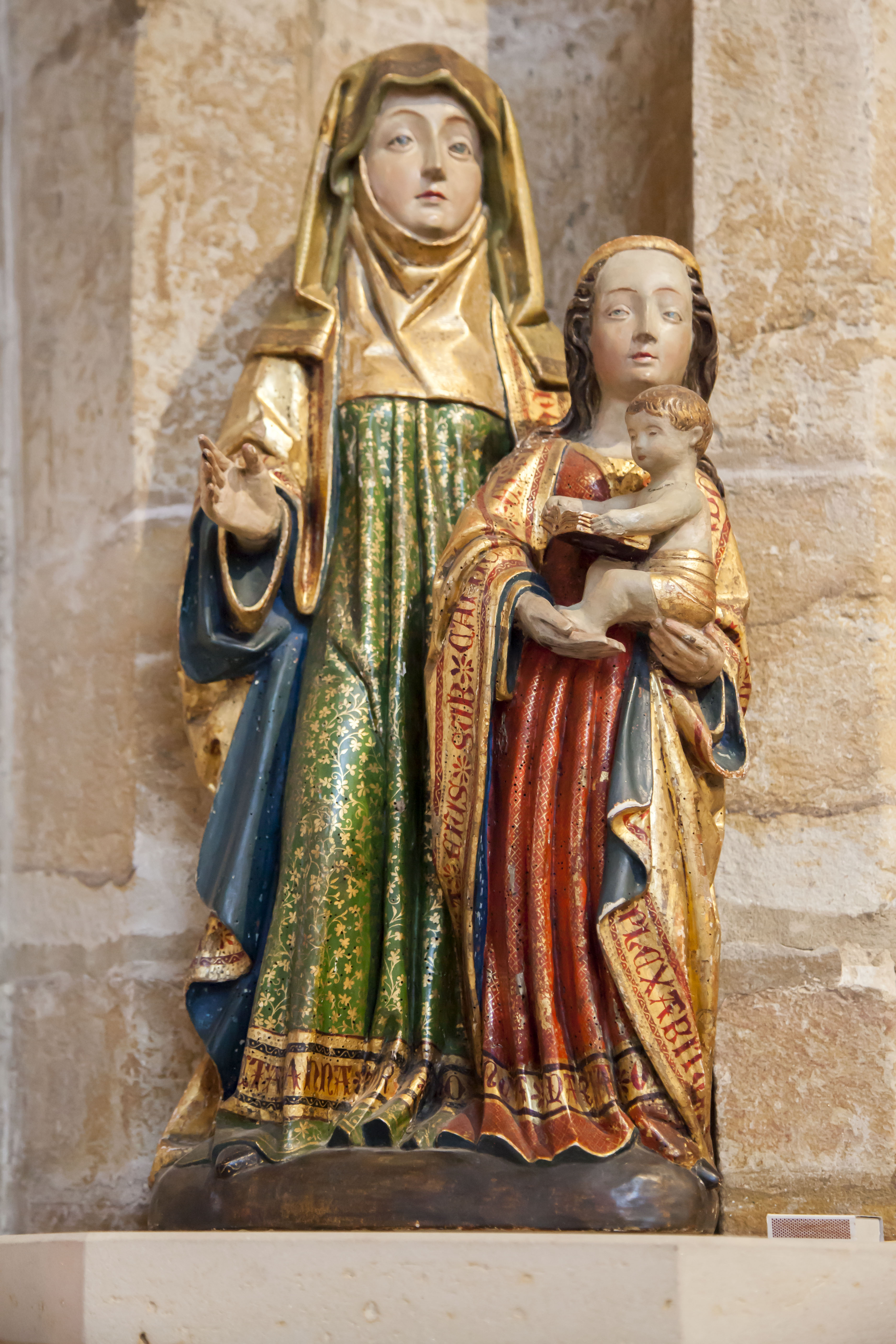
Anna selbdritt; Künstler unbekannt; Eichenholz mit Fassung aus Ölfarben und Blattgold; 3. Viertel 15. Jahrhundert
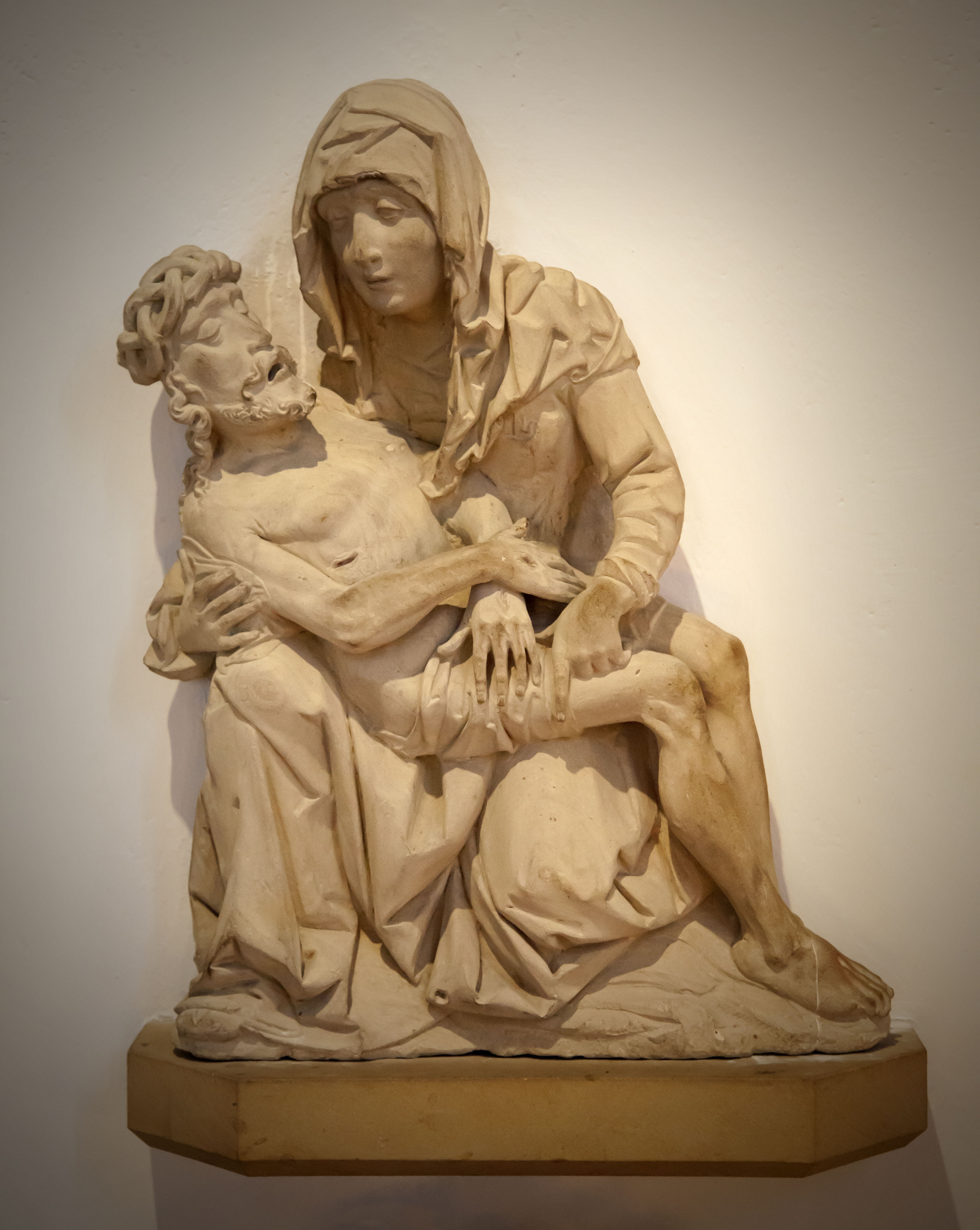
Vesperbild (Pietá); Heinrich Meyering; Sandstein; 2. Viertel 17. Jahrhundert
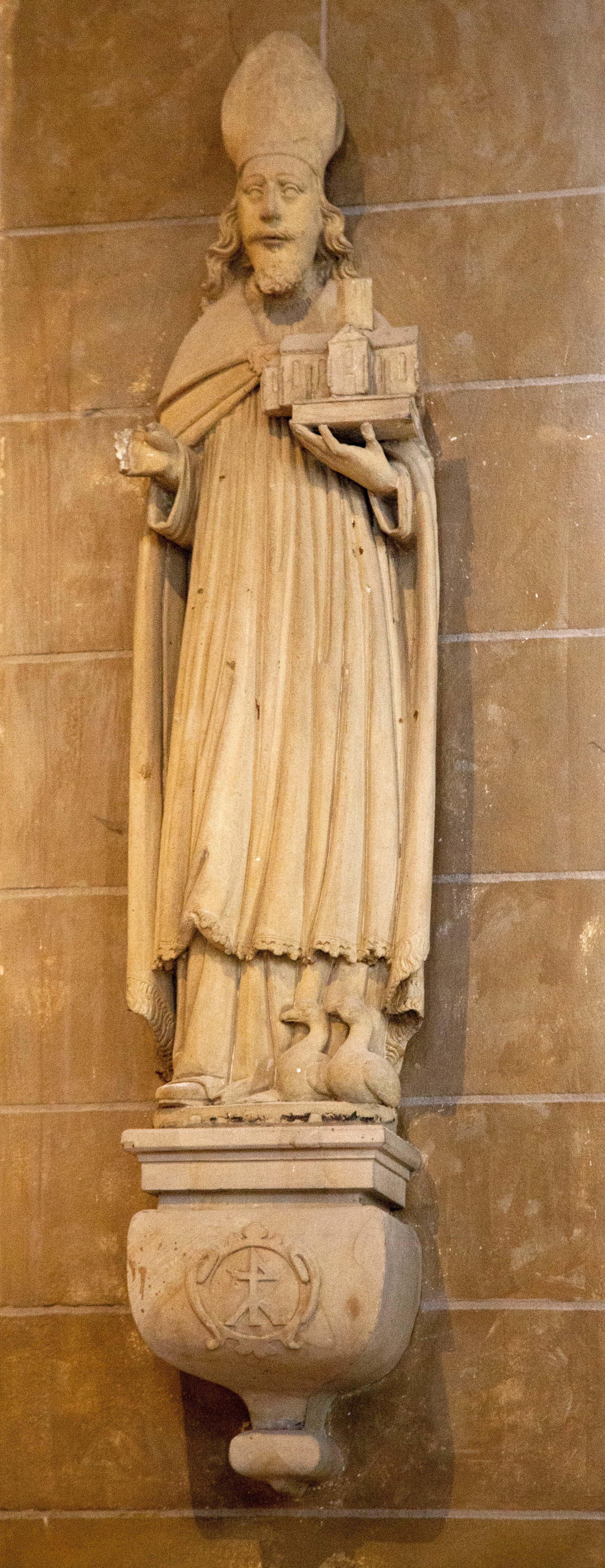
Hl. Ludgerus; B. Meyering; Sandstein; 1674
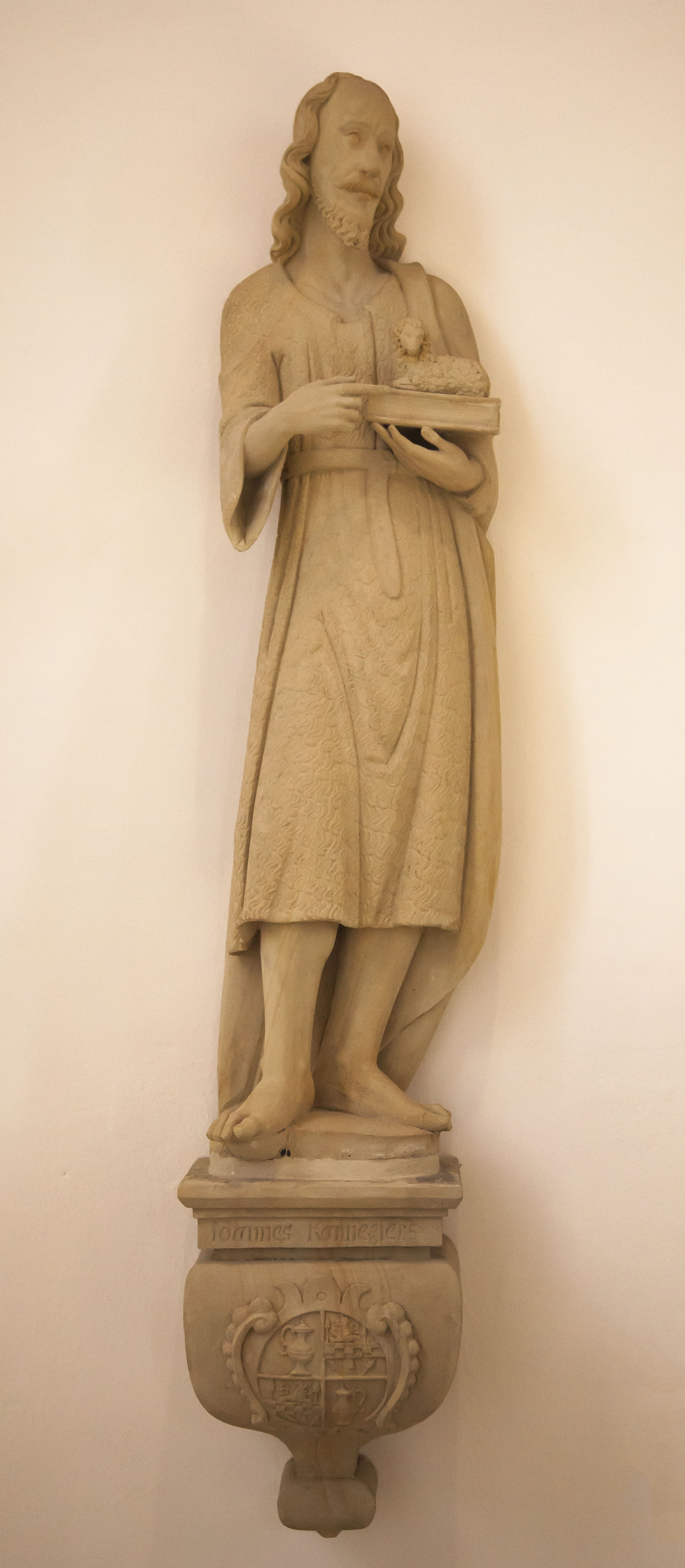
Hl. Johannes der Täufer; B. Meyering; Sandstein; um 1674
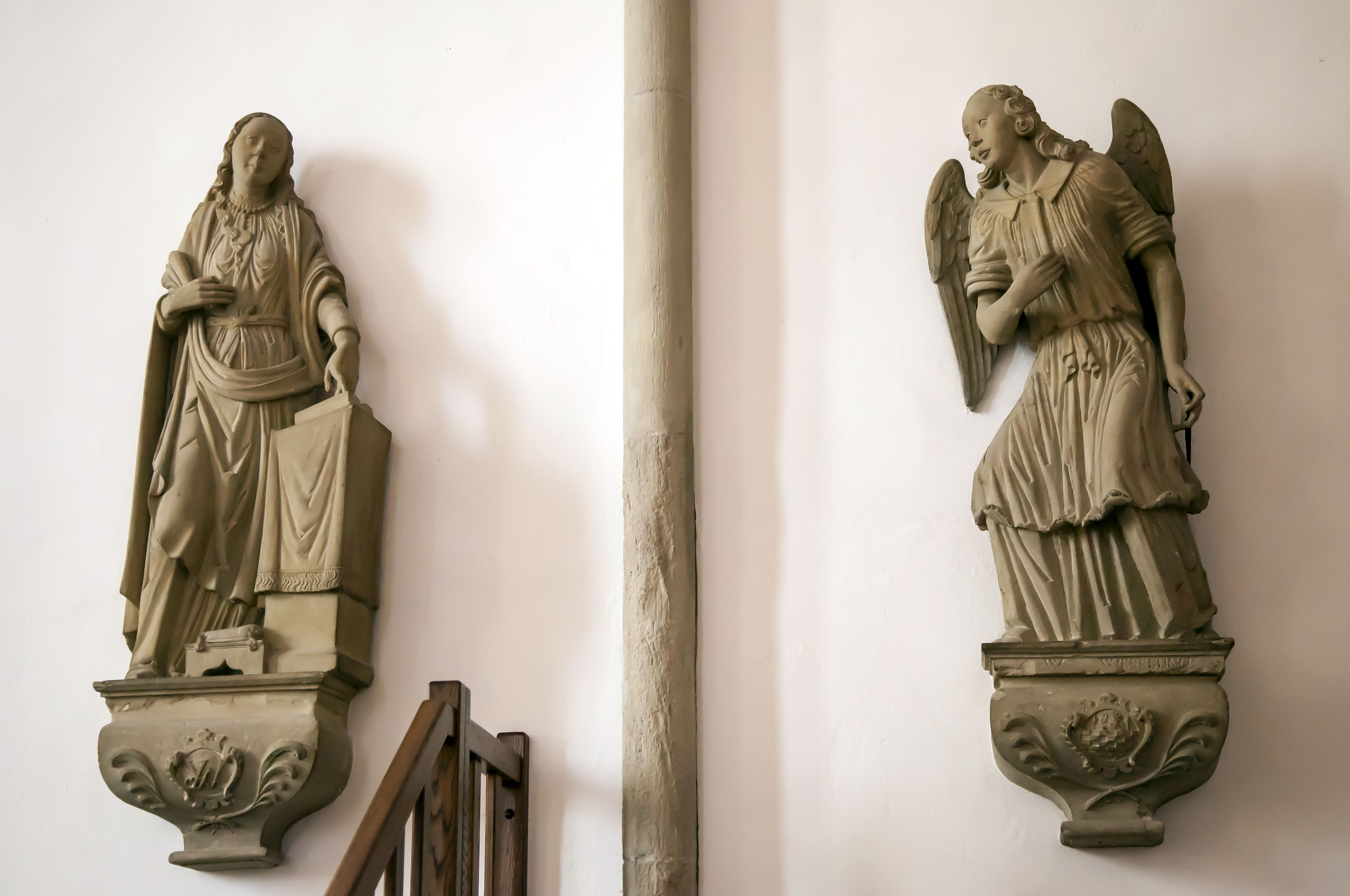
Verkündigungsgruppe von Bernhard Meyering, Sandstein; um 1680
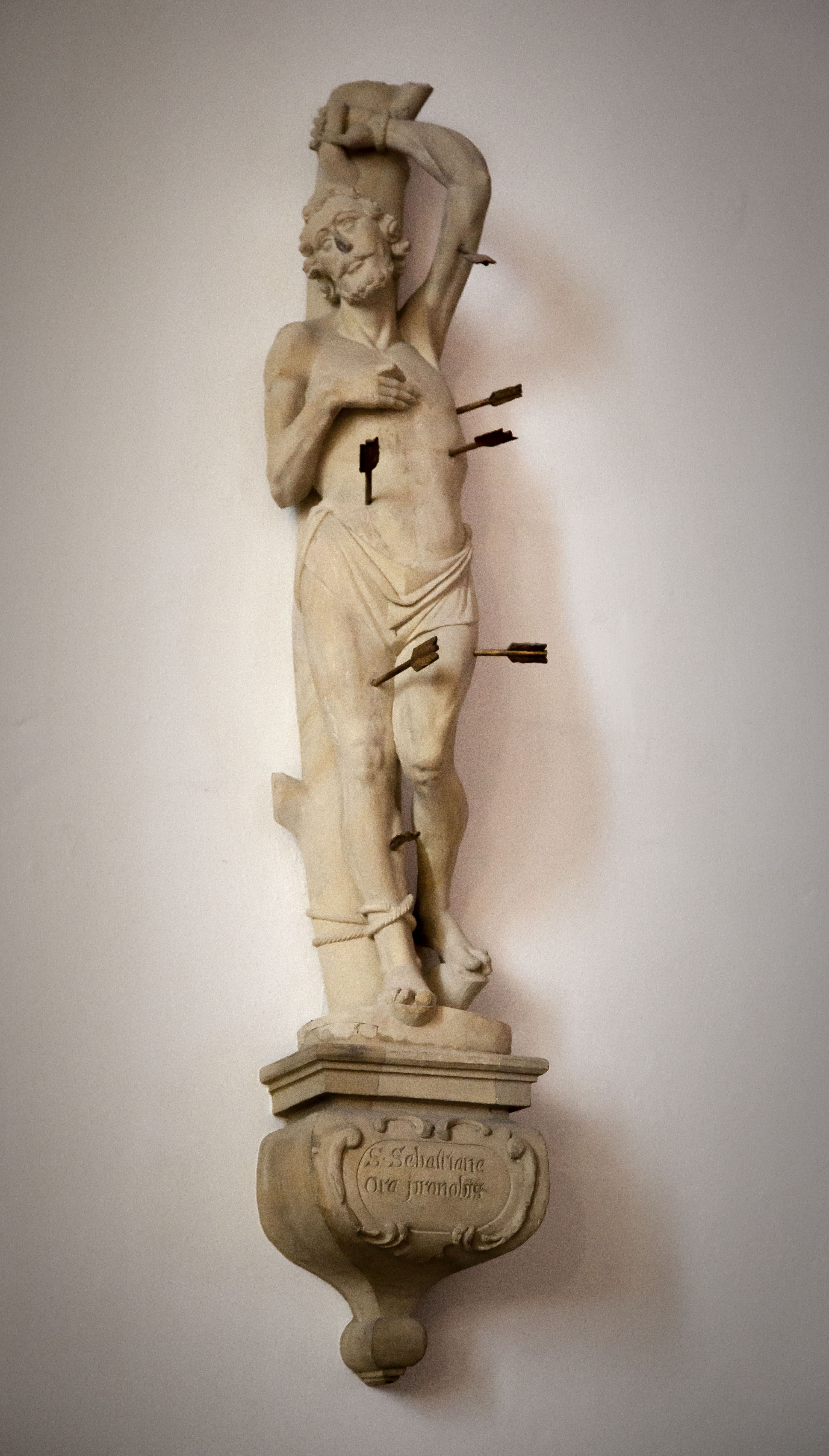
Hl. Sebastian; Bernhard Meyering, Sandstein; um 1685; (nach einem Sterbenden Sklaven Michelangelos vom Grab Julius II. gearbeitet)
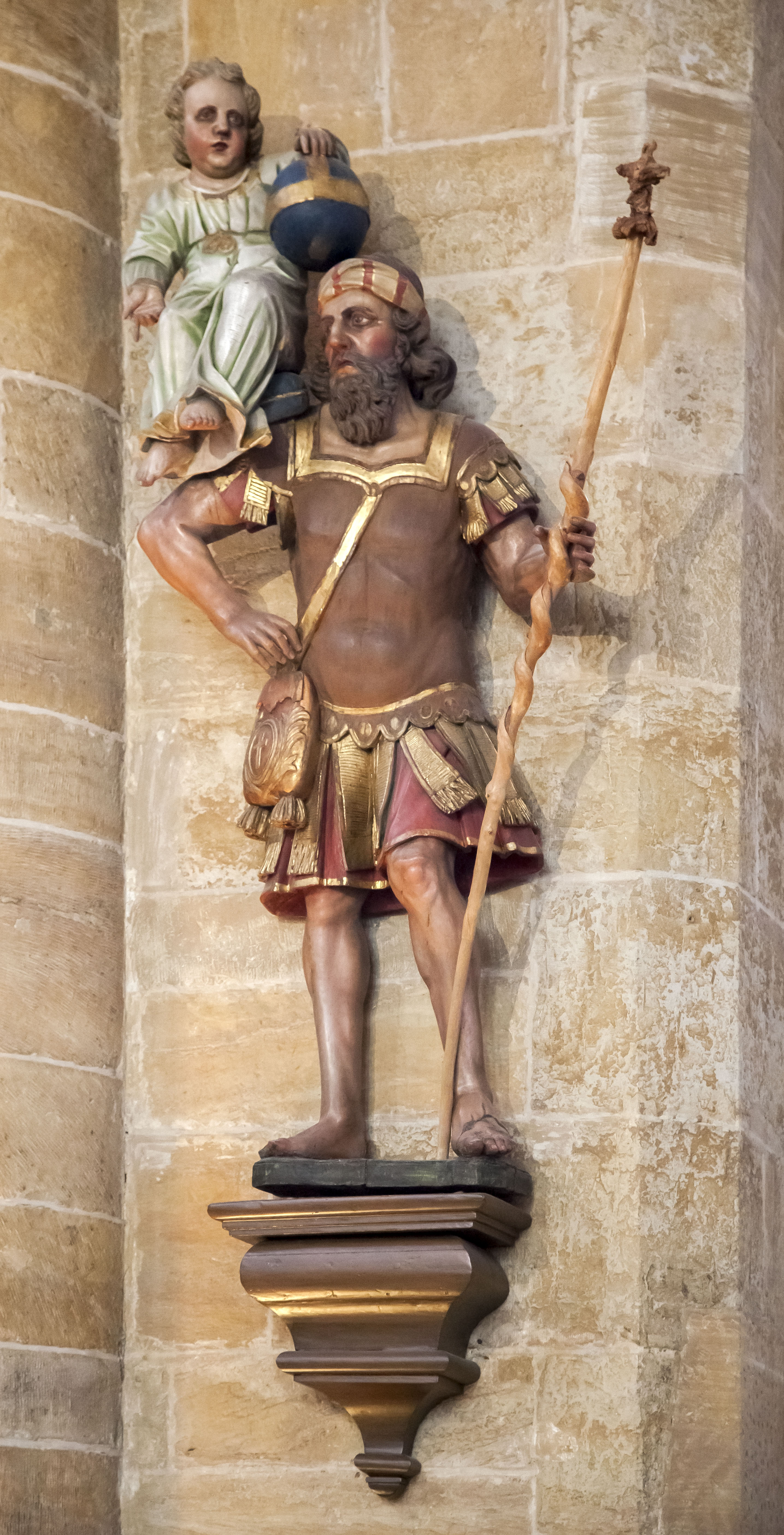
Hl. Christophorus mit Christuskind; westfälischer Bildhauer; Holz; Beginn des 18. Jahrhunderts
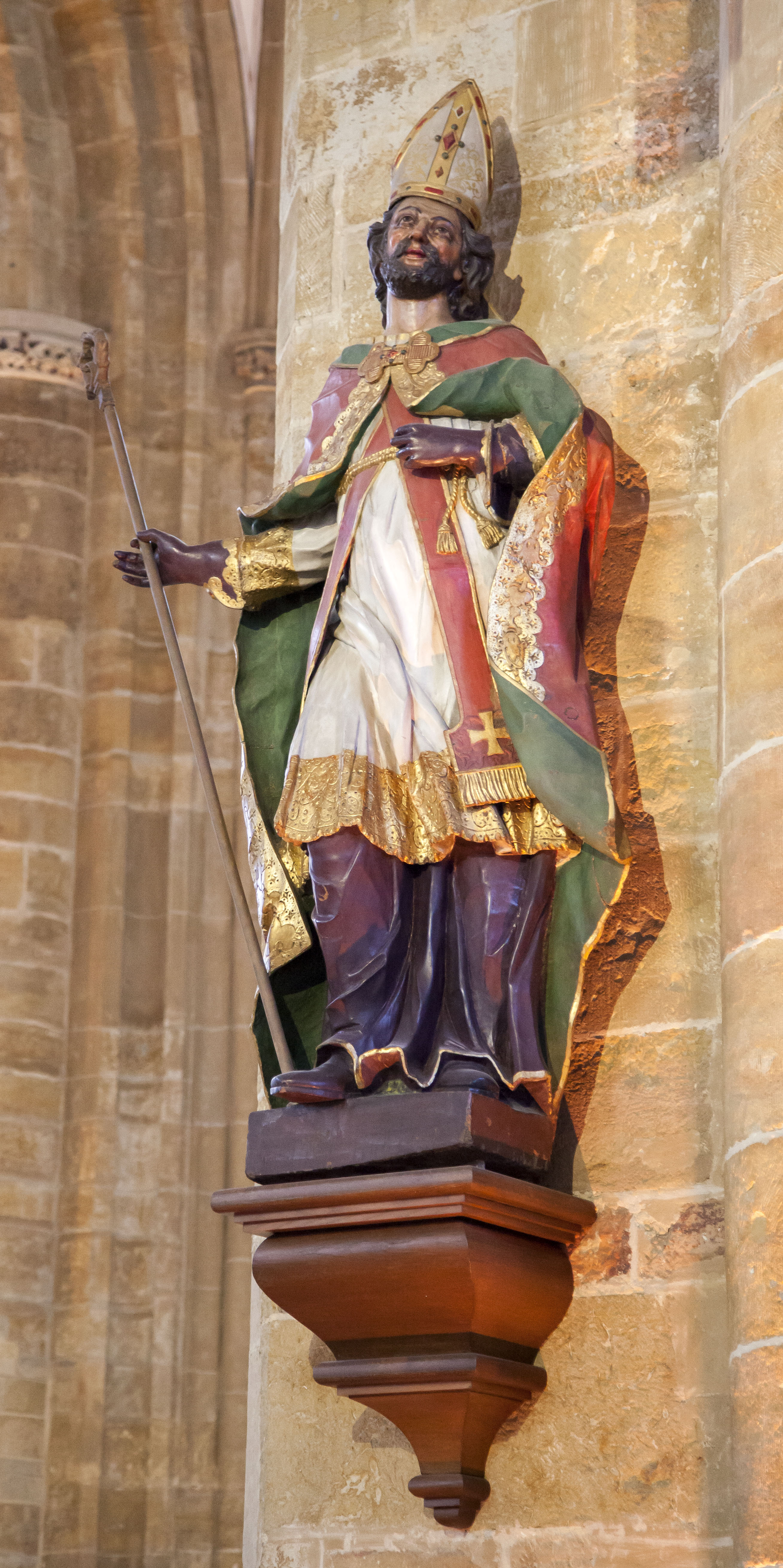
Hl. Dionysius vom barocken Hochaltar der Kirche; Joseph Guidobald Licht (Worms); Holz; vor 1771
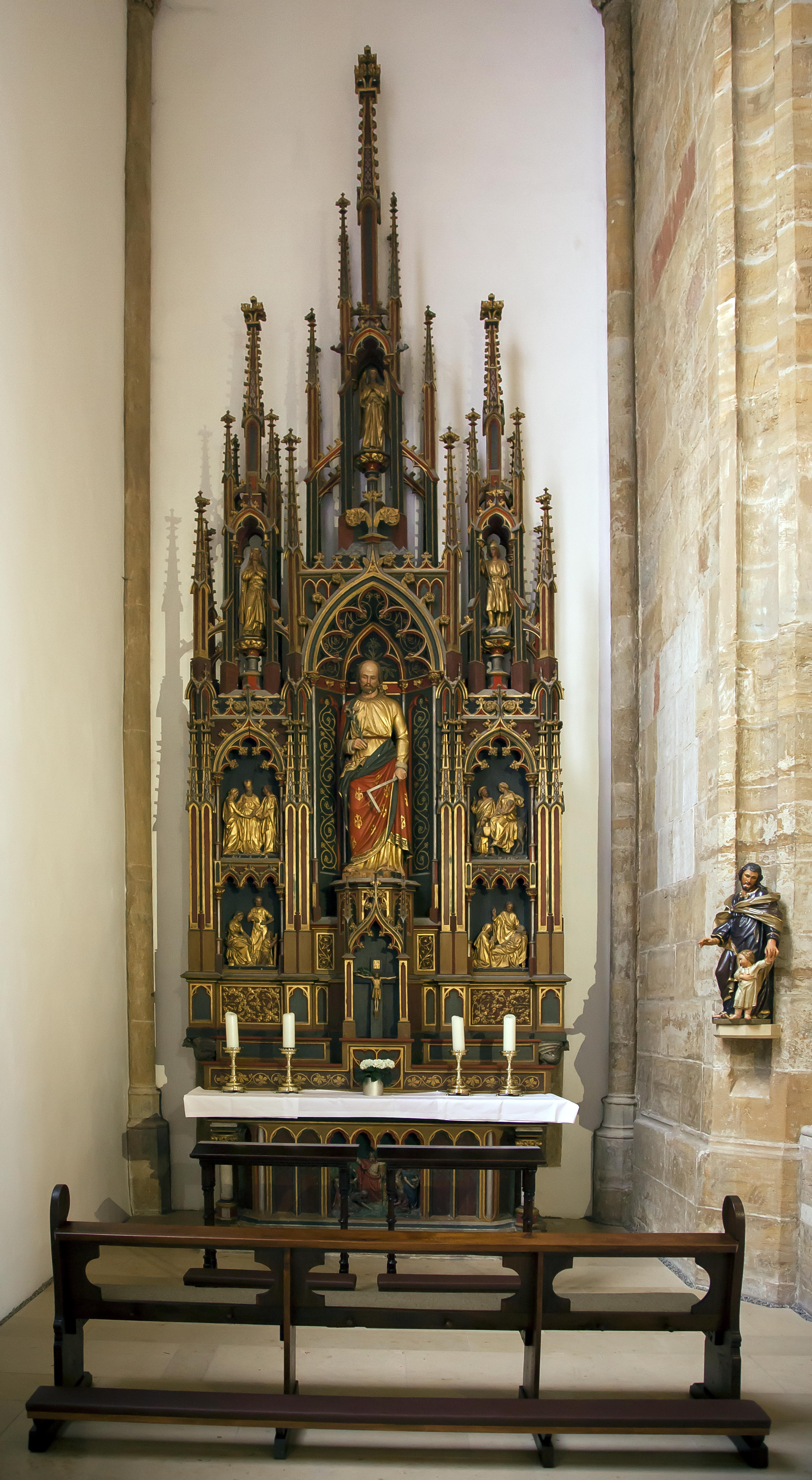
Seitenaltar des Hl. Josef (um 1870); Künstler unbekannt; Holz, farbig gefasst Öl-/Blattgold; ursprünglich an der Ostwand des südl. Seitenschiffes
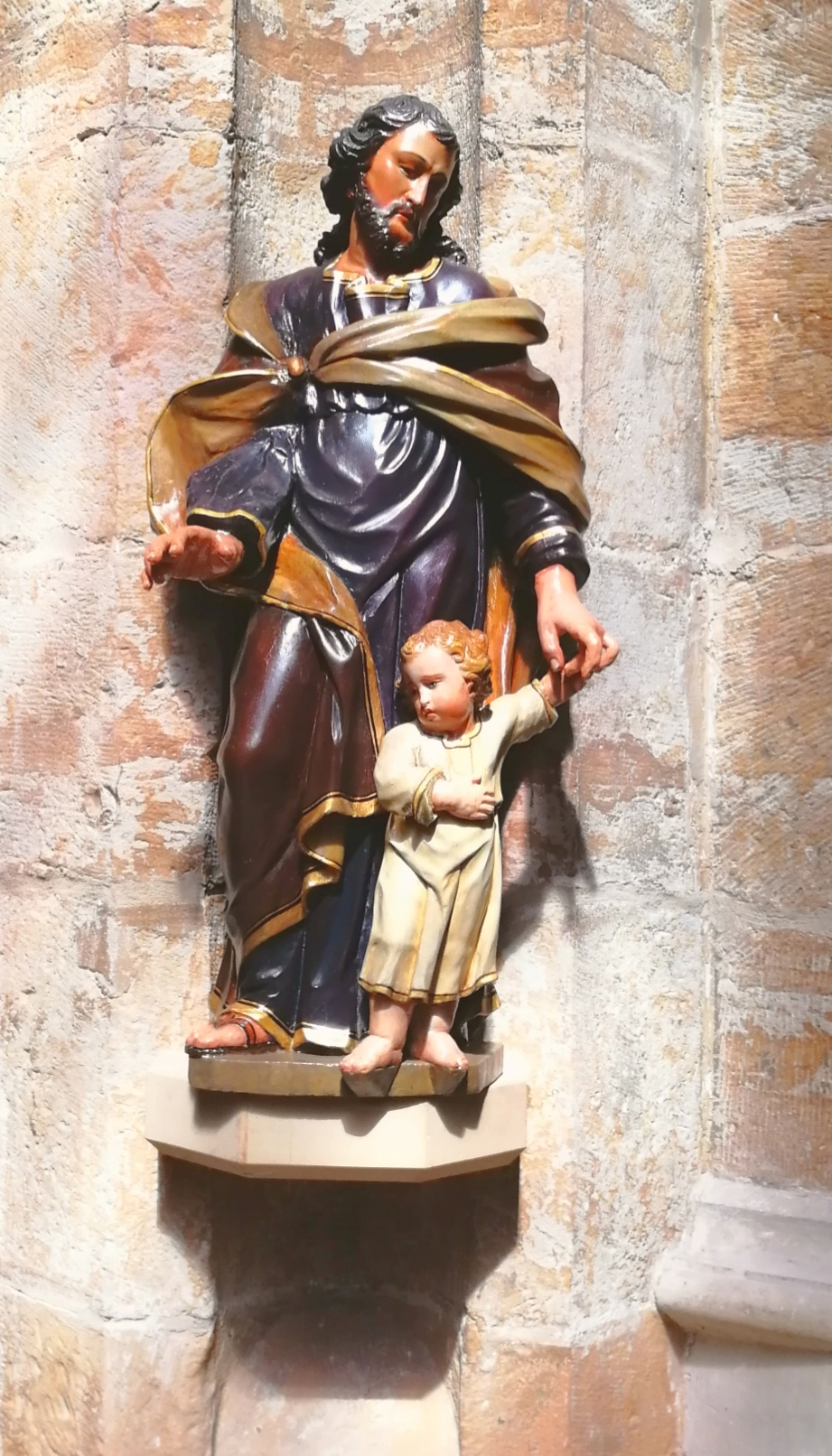
Hl. Josef mit dem Jesuskind; Ende 18. Jahrhundert; Wilhelm Heinrich Kocks; Holz, farbig gefasst Öl-/Blattgold

### Kirchenschatz

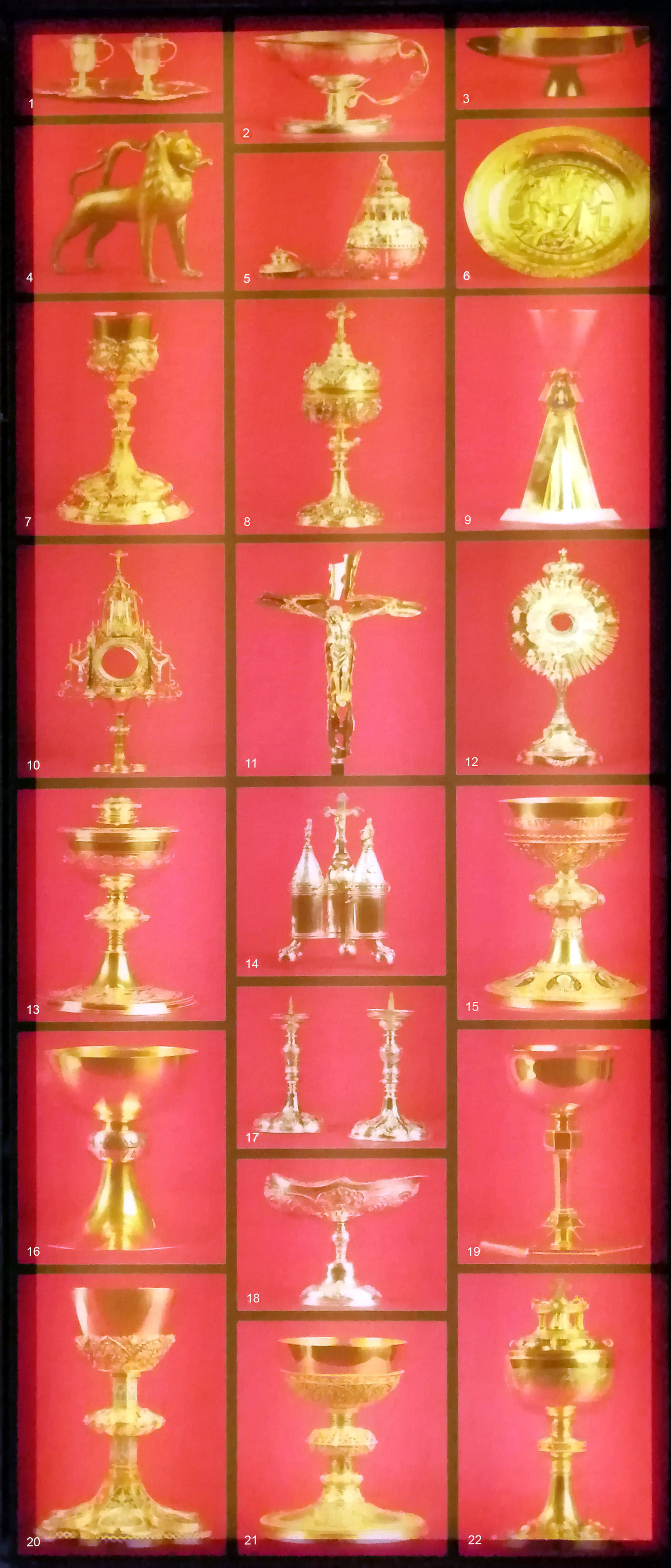
Darstellung eines Teils des Kirchenschatzes in Form eines hintergrundbeleuchteten Bildes im Tresor der ehemaligen Sakristei

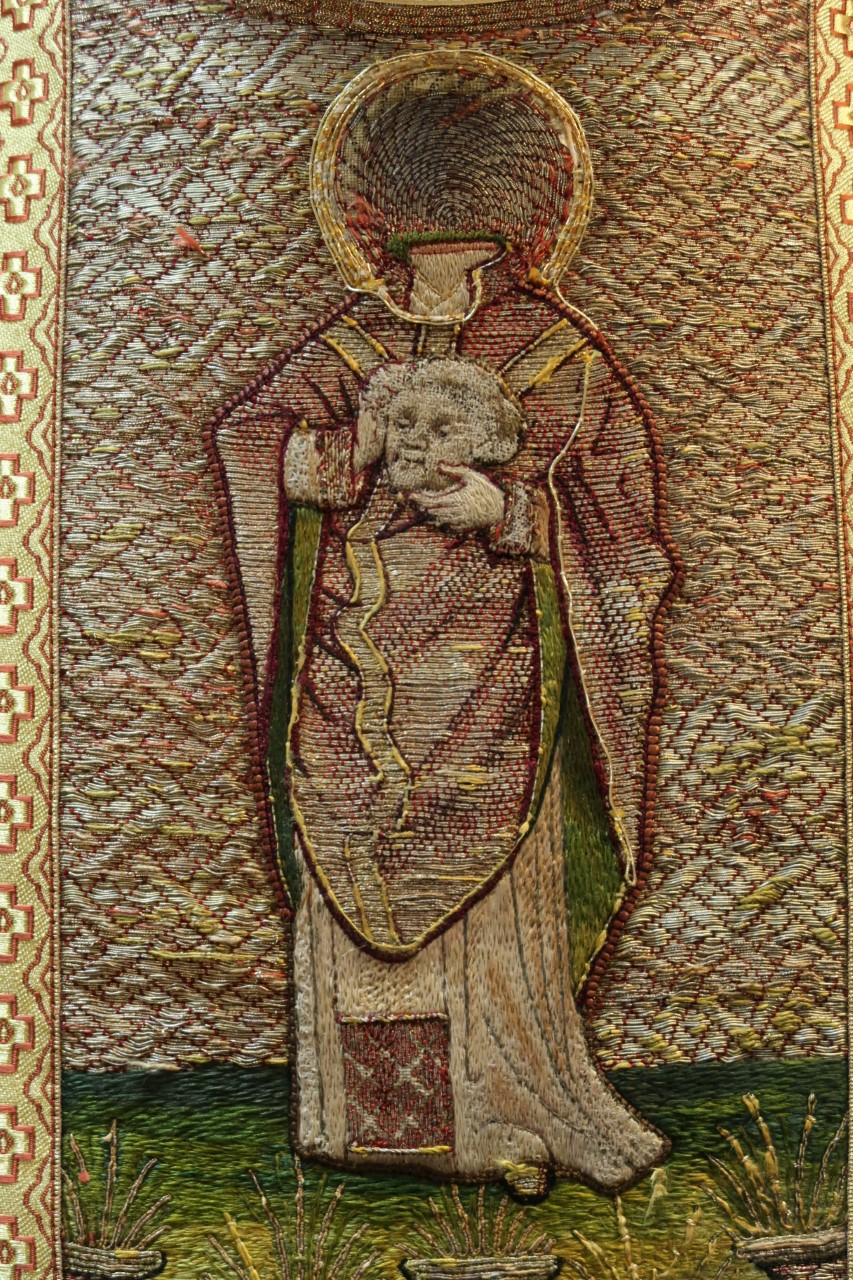
Der Hl. Dionysius auf einem Kaselstab aus der Schatzkammer

Des Weiteren ist die Kirche im Besitz eines außergewöhnlich umfangreichen Kirchenschatzes mit Objekten aus sieben Jahrhunderten. Dieser Bestand umfasst liturgisches Gerät wie Monstranzen, Mess- und Speisekelche, Altarleuchter, eine sehr beachtenswertes Aquamanile aus der ersten Hälfte des 14. Jahrhunderts in Form eines Löwen, Reliquienkreuze, Weihrauchfässer und -schiffchen, außerdem noch liturgische Gewänder aus dem 16. bis 20. Jahrhundert. Der Kirchenschatz zählt zu den bedeutendsten in westfälischen Pfarrkirchen.
Auswahl der liturgischen Geräte. In Klammern die Nummer des Objektes auf der Abbildung des Kirchenschatzes; bei Vergrößerung ist die Nummerierung jeweils links unten in den einzelnen Fotos sichtbar:
- (1)  Messkännchen; Silber; Maximilian Anton Schmitz (Rheine); 1772.
- (4)  Löwenaquamanile; Bronze; 1. Hälfte des 14. Jahrhunderts.
- (5)  Weihrauchfass; Silber; Gottfried Storp (Münster); 1757.
- (6)  Nürnberger Wasserschüssel; 1. Hälfte des 16. Jahrhunderts.
- (7)  Augsburg Messkelch; Joseph Anton Seethaler; letztes Drittel 18. Jahrhundert.
- (8)  Augsburger Speisekelch; Johann Zeckel; um 1715.
- (10) Monstranz; Westfalen; vor 1599.
- (11) Vortragekreuz aus Italien; Bronze, hochglanzvergoldet, teils versilbert; 2016.
- (14) Gefäß für heilige Öle; vor 1654.
- (17) Altarleuchter; Goldschmied Maximilian Schmitz (Rheine); 1764.
- (18) Weihrauchschiffchen; Silber; Goldschmied Maximilian Schmitz (Rheine); 1779.
- (20) Messkelch des Professor Dr. Mönchmeyer; 1909.

### Orgel

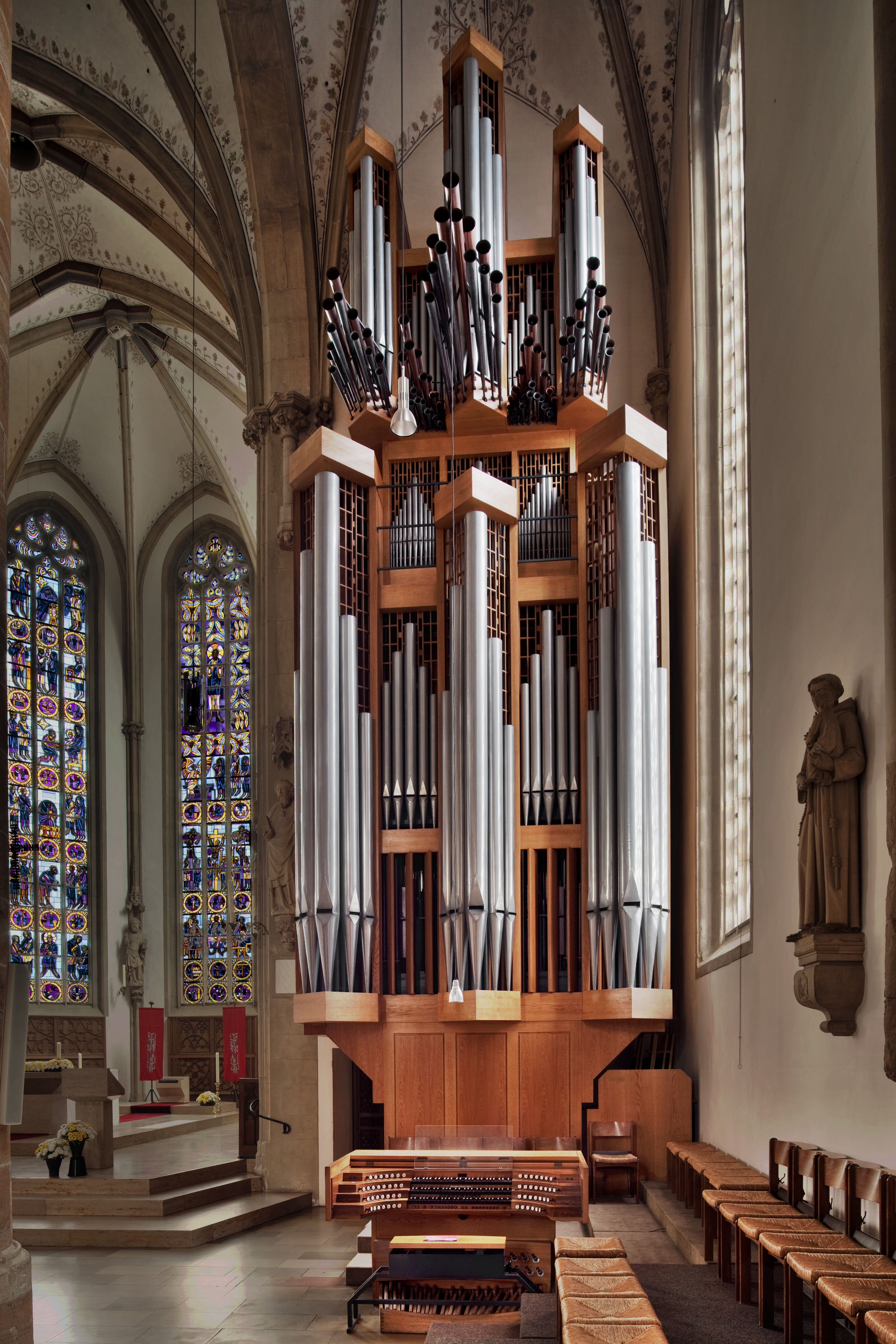
Klais-Orgel im südlichen Seitenschiff (2014)

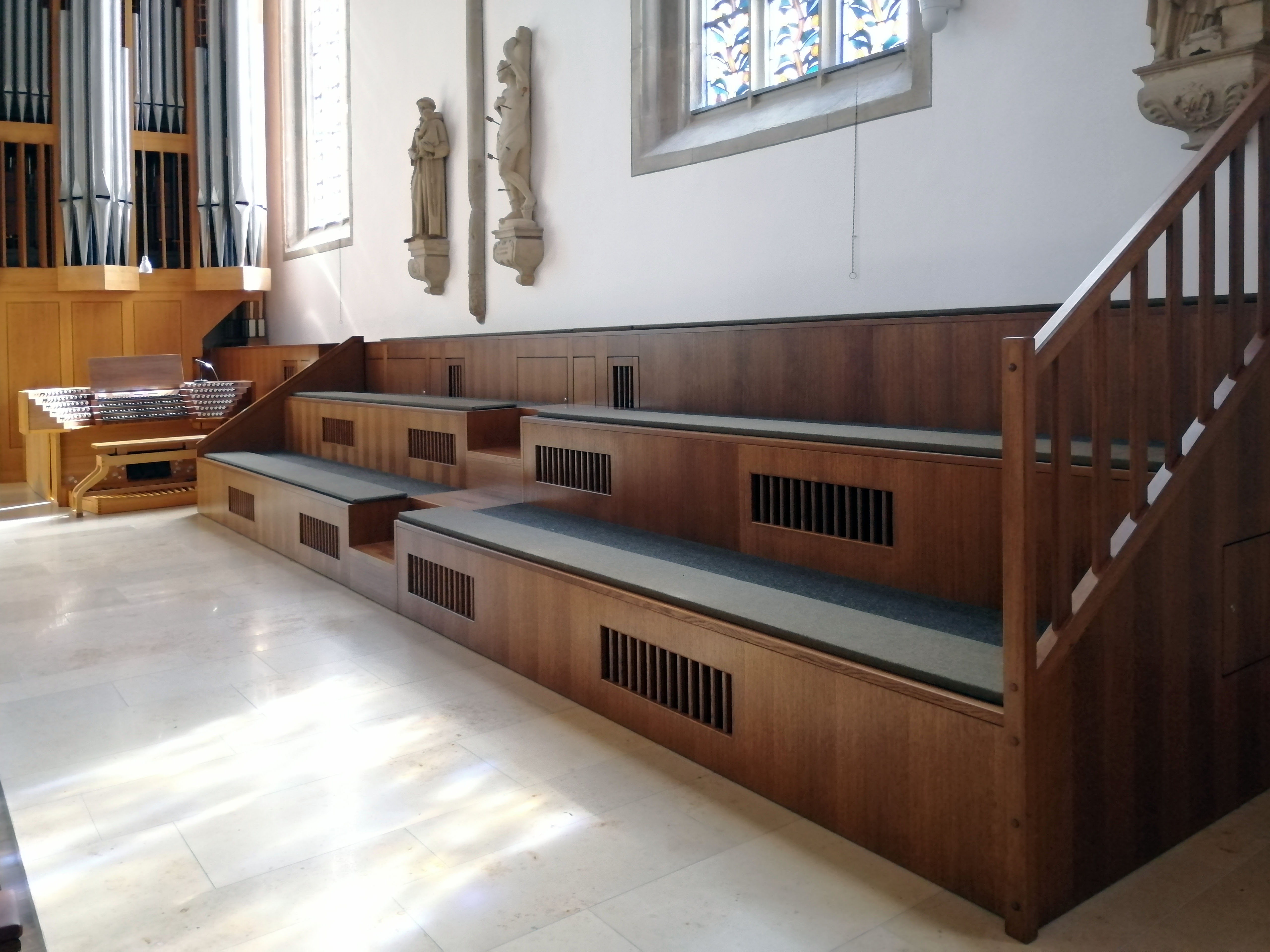
Chorpodest mit Schallaustritt für Tonus Profundus 32‘

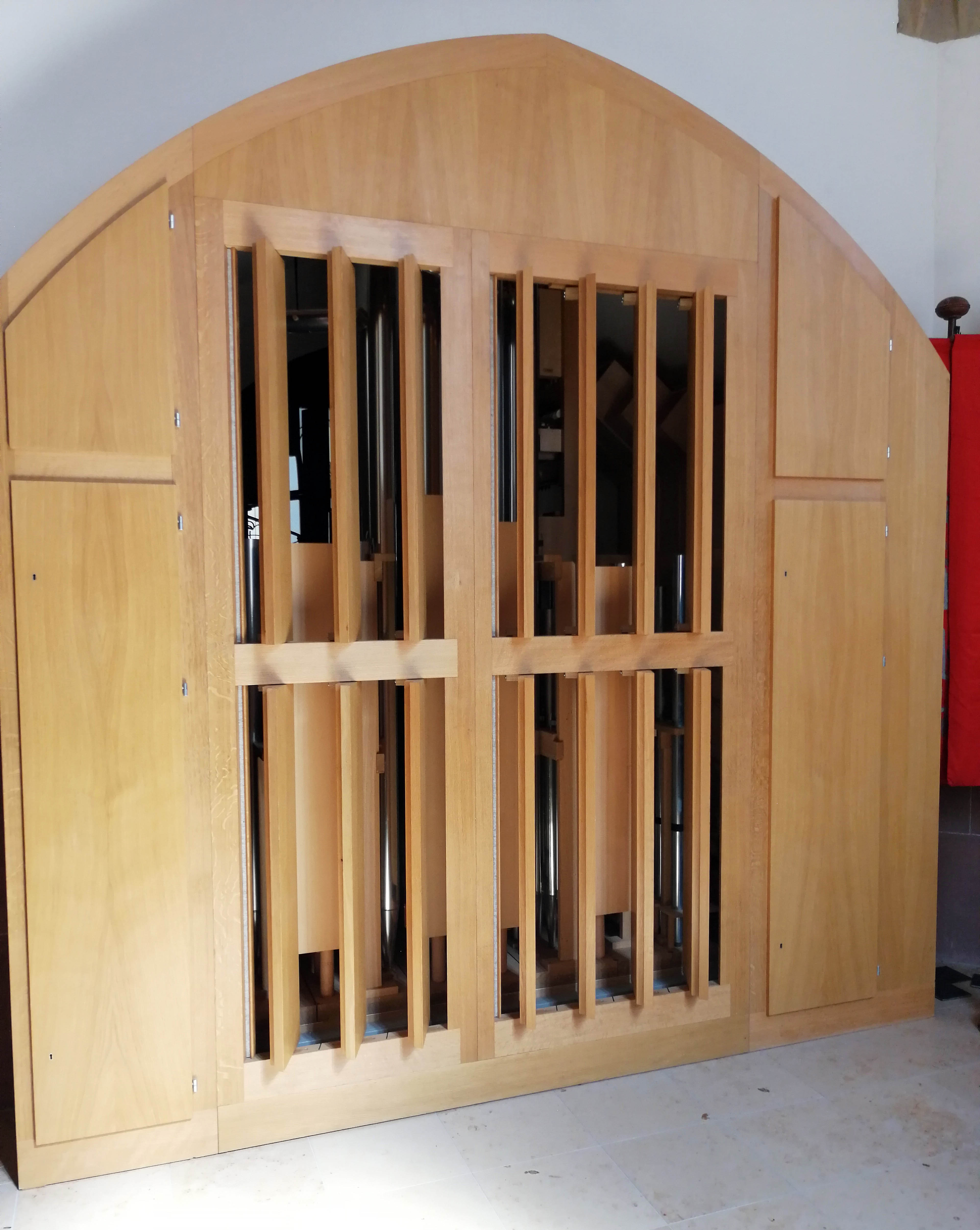
Neues Fernwerk mit Celesta

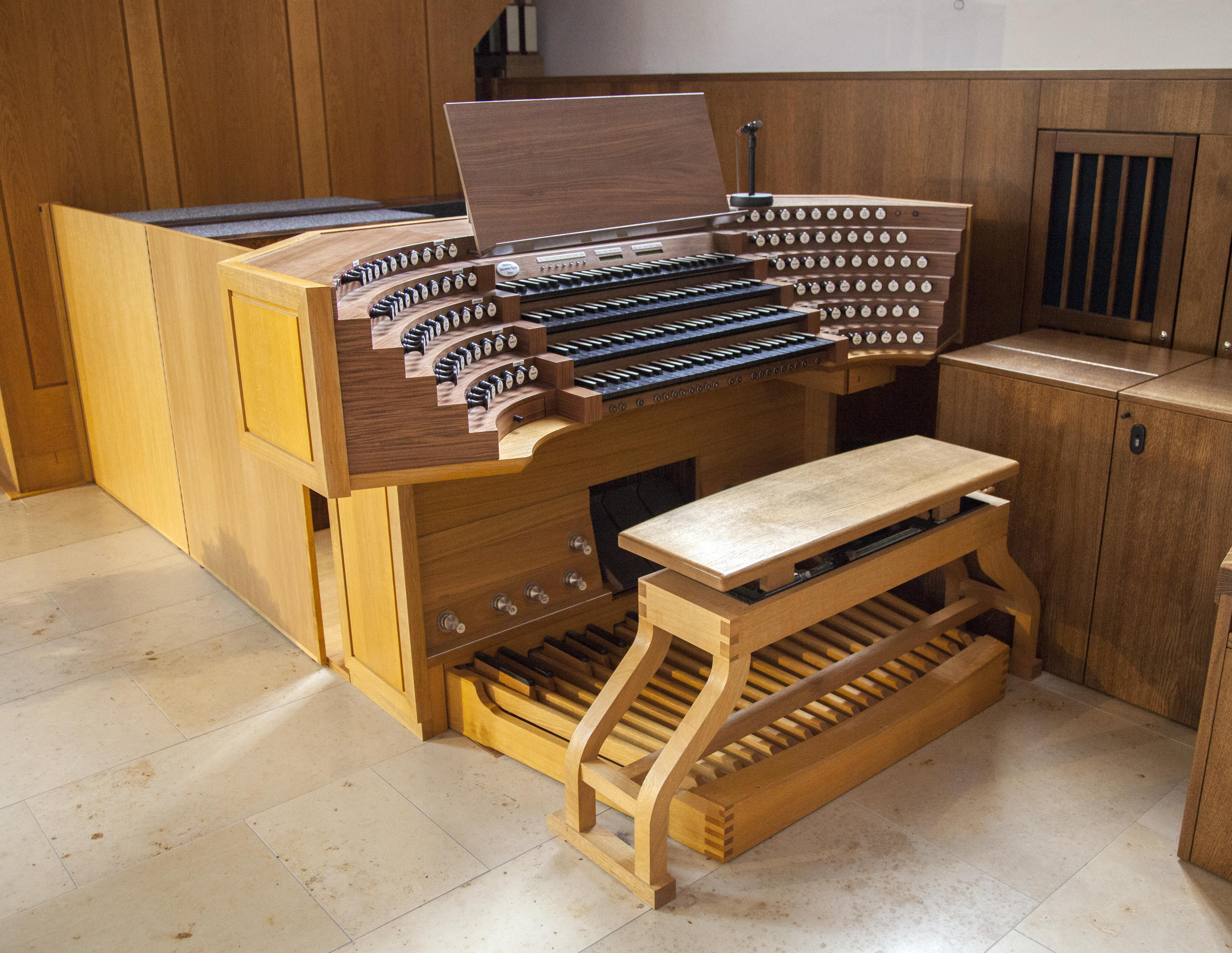
Neuer Spieltisch (2018)

Die Orgel der Stadtkirche Sankt Dionysius wurde 1975 von der Orgelbauwerkstatt Johannes Klais (Bonn) mit 47 Registern auf drei Manualen und Pedal erbaut und ist die fünfte Orgel der Kirche. Das Instrument mit der imposanten Höhe von 14 Metern fand an der Ostwand des südlichen Seitenschiffes Aufstellung. Aus Kostengründen blieb das Instrument 1975 allerdings gewissermaßen unvollendet: Nicht realisiert wurde zum einen ein geplantes zusätzliches Teilwerk an der südlichen Chorwand über dem sog. Levitensitz, und auch ein an sich vorgesehenes Bassregister in 32-Fuß-Lage. Die aufgrund des beengten Platzes im Gehäuse in halber Länge ausgeführten Becher der tiefsten Töne der Posaune 16 Fuß erzeugten von Anfang an einen zu dünnen Klang.
Im Zuge einer umfassenden Renovierung wurde das Instrument im Jahr 2002 durch die Orgelbaufirma Romanus Seifert & Sohn (Kevelaer) teilweise neu intoniert und um zwei Suboktavkoppeln und das Register Trompette harmonique erweitert. Die Spieltrakturen sind mechanisch, die Registertrakturen elektrisch.
Im Jahr 2018 ermöglichte eine großzügige Spende, das Instrument zu erweitern und im Sinne der ursprünglichen Konzeption zu vollenden.
Zum einen wurde das Instrument um ein Manualwerk erweitert. Dieses neue Werk wurde als Fernwerk angelegt und im Durchgang zwischen Chorraum und Friedenskapelle aufgestellt. Das Fernwerk ist schwellbar angelegt; seine Vorder- und Rückwände lassen sich unabhängig voneinander öffnen und schließen. Es sorgt in der täglichen Liturgie für eine bessere Beschallung der Apsis. Im konzertanten Rahmen kann das Fernwerk Echo-artige Effekte erzeugen oder den Eindruck vermitteln, dass die Musik von weit her (aus anderen Sphären) zum Zuhörer schallt. Das Fernwerk hat 13 Register, unter anderem das seltene Register Celesta, eine Art Glockenspiel mit 56 kleinen Stahlplatten.
Die große Oktave der Posaune 16 Fuß wurde auf eine separate Windlade neben dem Gehäuse gestellt und konnte deshalb mit ausreichend Gravität erzeugenden Bechern in voller Länge bestückt werden. Außerdem wurde das Pedal um drei Register ergänzt. Besonders eindrucksvoll ist das tiefe Bass-Register Tonus profundus 32’ (in Organisten-Kreisen auch scherzhaft Subwoofer genannt); die sehr langen Pfeifen dieses Registers (die größte misst mehr als 5 Meter) passten nicht mehr in das freistehende Orgelgehäuse von 1975; sie wurden daher liegend installiert, und zwar vor der Südwand, neben der Orgel, geschützt durch eine Holzkonstruktion, die als Chor-Podest genutzt werden kann. Zur optimalen Verteilung des Klanges im Raum sind in dem Podest Schallaustritts-Öffnungen eingelassen. Die Pfeifenreihe des Tonus profundus wurde um 12 zusätzliche Töne zum Tonus supplementus erweitert, so dass im Pedal ein zusätzliches (extendiertes) 16-Fuß-Register generiert wurde. Zudem wurde im Pedal das Register Vox balenae 64 (lat.: „Stimme der Wale“) eingerichtet; dieses sehr seltene Orgelregister verfügt über keine eigenen Pfeifen, sondern ist ein akustisches Register; durch Zusammenschaltung von Grundton und Quinte des Registers Tonus profundus 32′ entsteht die akustische Wirkung eines 64′-Registers; das zugrunde liegende Prinzip der Residualtöne ist eine weit verbreitete Technik im Orgelbau.
Wegen des Erweiterung des Instruments um ein Manualwerk wurde ein neuer viermanualiger Spieltisch gebaut. Wie der alte Spieltisch (er wird nun in der Pfarrkirche St. Anna in Neuenkirchen weiter genutzt) orientiert sich auch der neue in Form und Gestaltung an Spieltischen des französischen Orgelbauers Aristide Cavaillé-Coll. Er verfügt über etliche elektronische Sonderfunktionen, u. a. eine MIDI-Schnittstelle und ein Replay-System. Außerdem lassen sich für die Register des neuen Fernwerks mittels Einzeltonansteuerung individuelle Koppeln und damit zusätzliche Klangfarben erzeugen.
Die Orgel hat heute 63 Register auf vier Manualwerken und Pedal; einige der Register des Fernwerkes sind Extensionen. Seit Ende 2019 kann die Orgel von einem weiteren viermanualigen Spieltisch angespielt werden, der an vier verschiedenen Positionen in der Kirche einsetzbar ist.
| I Positiv C–g3 |                  |         |  |
| 01.            | Quintade         | 08′     |  |
| 02.            | Rohrflöte        | 08′     |  |
| 03.            | Praestant        | 04′     |  |
| 04.            | Blockflöte       | 04′     |  |
| 05.            | Nasard           | 02 ⁄3′  |  |
| 06.            | Principal        | 02′     |  |
| 07.            | Hohlflöte        | 02′     |  |
| 08.            | Terz             | 01 3⁄5′ |  |
| 09.            | Sifflöte         | 01′     |  |
| 10.            | Benedicta II-III |         |  |
| 11.            | Rankett          | 16′     |  |
| 12.            | Cromorne         | 08′     |  |
|                | Tremulant        |         |  |

| II Hauptwerk C–g3 |                     |        |  |
| 13.               | Rohrgedackt         | 16′    |  |
| 14.               | Principal           | 08′    |  |
| 15.               | Spitzflöte          | 08′    |  |
| 16.               | Octave              | 04′    |  |
| 17.               | Traversflöte        | 04′    |  |
| 18.               | Quinte              | 02 ⁄3′ |  |
| 19.               | Superoctave         | 02′    |  |
| 20.               | Mixtur IV           | 0      |  |
| 21.               | Cymbel III          | 0      |  |
| 22.               | Cornet V            | 0      |  |
| 23.               | Trompete            | 08′    |  |
|                   |                     |        |  |
|                   | Trompeteria         |        |  |
| 24.               | Trompeta magna      | 16′    |  |
| 25.               | Trompeta de batalla | 08′    |  |

| III Schwellwerk C–g3 |                      |         |  |
| 26.                  | Bordun               | 08′     |  |
| 27.                  | Spitzgamba           | 08′     |  |
| 28.                  | Schwebung            | 08′     |  |
| 29.                  | Principal            | 04′     |  |
| 30.                  | Flûte octaviante     | 04′     |  |
| 31.                  | Waldflöte            | 02′     |  |
| 32.                  | Terz                 | 01 3⁄5′ |  |
| 33.                  | None                 | 08⁄9′   |  |
| 34.                  | Scharff V            | 0       |  |
| 35.                  | Trompette harmonique | 08′     |  |
| 36.                  | Hautbois             | 08′     |  |
| 37.                  | Clairon harmonique   | 04′     |  |
|                      | Tremulant            |         |  |

| IV Fernwerk C–g3 |                                  |     |     |
| 38.              | Bourdon                          | 16′ | (N) |
| 39.              | Diapason                         | 08′ | (N) |
| 40.              | Bourdon (Ext. Nr. 38)            | 08′ | (N) |
| 41.              | Flûte harmonique                 | 08′ | (N) |
| 42.              | Gambe                            | 08′ | (N) |
| 43.              | Voix céleste                     | 08′ | (N) |
| 44.              | Octave                           | 04′ | (N) |
| 45.              | Flûte octaviante (Ext. Nr. 41)   | 04′ | (N) |
| 46.              | Viole (Ext. Nr. 42)              | 04′ | (N) |
| 47.              | Octavin harmonique (Ext. Nr. 41) | 02′ | (N) |
| 48.              | Voix humaine                     | 08′ | (N) |
| 49.              | Clarinette (durchschlagend)      | 08′ | (N) |
| 50.              | Celesta                          | 08′ | (N) |
|                  | Tremulant                        |     |     |

| Pedalwerk C–f1 |                    |         |     |
| 51.            | Vox balenae        | 64′     | (N) |
| 52.            | Tonus profundus    | 32′     | (N) |
| 53.            | Tonus supplementus | 16′     | (N) |
| 54.            | Principal          | 16′     |     |
| 55.            | Subbass            | 16′     |     |
| 56.            | Quintbass          | 10 2⁄3′ |     |
| 57.            | Octavbass          | 08′     |     |
| 58.            | Spielflöte         | 08′     |     |
| 59.            | Holzoctave         | 04′     |     |
| 60.            | Hintersatz IV      | 0       |     |
| 61.            | Posaune            | 16′     |     |
| 62.            | Trompete           | 08′     |     |
| 63.            | Schalmey           | 04′     |     |

- Anmerkung

(N) = Neues Register (2018)

### Glocken
Im Turm von St. Dionysius hängen 5 Glocken, darunter 3 mittelalterliche Glocken.
| Nr. | Name           | Gussjahr | Gießer                                                          | Gewicht (kg) | Durchmesser (cm) | Nominal | Anmerkungen, Inschrift |
| --- | -------------- | -------- | --------------------------------------------------------------- | ------------ | ---------------- | ------- | --- |
| 1   | Dreifaltigkeit | 1958     | Feldmann & Marschel, Münster                                    | 4500         | 192              | a0      | Schriftsatz: TRINITAS / SANCTUS-SANCTUS-SANCTUS / DOMINUS / DEUS / SABAOTH (Dreifaltigkeit heilig, heilig, heilig Herr Gott Sabaoth) Umlaufendes Schriftband am Fuß: ACCIPE, SANCTA TRINITAS; HOC TIBI GRATIS ANIMIS DONUM DEDICATUM ET NOSMETIPSOS TIBI PERFICE MUNUS AETERNUM! ME FECERUNT FELDMANN & MARSCHEL MONASTERII A.D. MCMLVIII. (Nimm an, o heilige Dreifaltigkeit, diese Dir mit frommem Sinn gewidmete Gabe und vollende uns selbst in Dir zur ewigen Bestimmung. Mich schufen Feldmann & Marschel in Münster im Jahre des Herrn 1958.)             |
| 2   | Salvator       | 1520     | Wolter Westerhues, Münster                                      | 2100         | 160              | c1      | Glocke hängt im originalen hölzernen Glockenstuhl von 1520 Schriftband in gotischen Kleinbuchstaben: Salvator, tuba sum ego soter inquit Jesus. Drunthem ac Pastor populus sat terque beatus Mudux. Me resonateviamque affertat olympo. (Die Salvatorglocke spricht: Ich bin der Heiland Jesus. Pfarrer Drunthem und die dreimal glückliche Gemeinde. 1520. Bei meinem Klang nimmt sie den Weg zum Himmel.) |
| 3   | Dionysius      | 1520     | Wolter Westerhues, Münster                                      | 1450         | 142              | d1      | Schriftband: "Me renis egregio patroni nomine donat. Drunthem tutatur Dionysius atra retorquet fulmina. Wolterus finxit canat omnia Mudux tempus signat. (Mir gab zu Rheine Drunthem den hervorragenden Namen des Patrons. Dionysius ist der Beschützer, er hält die unheilvollen Blitze ab. Wolterus hat mich gegossen, möge sie alles besingen. MUDUX (= 1520) bezeichnet die Zeit.) |
| 4   | Johann Baptist | 1580     | Hans van Hervorde und Teipe Ottnick, Stückmeister aus Osnabrück | 1180         | 126              | e1      | Zweiteiliges Schriftband in römischen Kapitalen: JESAIE 40: VOX DNI DICEBAT CLAMA: ET DIXIT QUID CLAMABO QUIS CARO FOENUM ET ONIS GLORIA EIUS SICUT FLOS VERBU AUTEM DIE NOSTRI / STABIT IN AETERNU: ANNO 1580. M. HANS VAN HERVORDE U. M. TEIPE OTTNICK. (Jesaias 40: Eine Stimme des Herrn sprach: Predige! Und er sprach: Was soll ich predigen? Alles Fleisch ist Gras, und all sein Ruhm ist wie die Blume des Feldes; das Gras verdorrt, die Blume verwelkt, aber des Herren Wort bleibt Ewigkeit. Im Jahre 1580. M. Hans van Hervorde und Teipe Ottnick.) |
| 5   | Marien         | 1958     | Feldmann & Marschel, Münster                                    | 707          | 103              | g1      | Inschrift: AVE MARIA, GRATIA PLENA! ULTIMA IN MORTIS HORA FILIUM PRO NOBIS ORA BONAM MORTEM IMPETRA VIRGO MATER DOMINA! A.D. MCMLVIII (Gegrüßet seist Du, Maria, voll der Gnade! In der letzten Todesstunde bitte für uns bei Deinem Sohn. Guten Tod erflehe uns, Jungfrau, Mutter, Herrscherin! Im Jahre des Herrn 1958.) |

## Sonstiges
Im Jahr 2015 wurde die alte Tradition des Kirchenschweizers wieder eingeführt. Der derzeitige Schweizer in St. Dionysius führt hiermit eine Familientradition fort: bereits dessen Vater erfüllte diesen Dienst in der Kirche Stella Maris auf Norderney.